# Meurtres à...
Ne doit pas être confondu avec Crime à....
Meurtres à… est une collection franco-belge de téléfilms policiers se déroulant chaque fois dans une ville et une région française différentes. Lancée en 2013 par la chaîne France 3, elle est également diffusée en Belgique sur La Une et en Suisse sur RTS 1.
Pour les 10 ans et les soixante épisodes de la collection, un épisode anniversaire est tourné : Nouveaux Meurtres à Saint-Malo, avec les mêmes acteurs principaux que le premier épisode. À cette occasion, la RTBF met en ligne sur Auvio pendant 6 mois les 10 épisodes phares, estimant qu'il s'agit de Meurtres à Avignon, Meurtres à Collioure, Meurtres en Martinique, Meurtres à Sarlat, Meurtres dans les Landes, Meurtres en Cornouaille, Meurtres à Lille, Meurtres en Lorraine, Meurtres en Corrèze et Meurtres à la pointe du Raz.

## Production

### Origine
La collection a été proposée à France 3 par Iris Bucher, productrice de Quad Télévision. Elle souhaitait faire appel à de jeunes scénaristes et réalisateurs qui devaient respecter scrupuleusement le concept. Celui-ci est similaire à la série allemande des Tatort, diffusée depuis 1970 sur la chaîne ARD.
À la suite du succès du premier téléfilm Meurtres à Saint-Malo, la RTBF (télévision belge) a été associée à la production. La collection est passée de trois téléfilms par an à un minimum de huit. La région où se situe l'intrigue est régulièrement sollicitée financièrement par le biais d'une demande de subvention. Le budget de chaque épisode est estimé à 2 millions d'euros.

### Concept
À la différence des séries policières classiques, chaque épisode peut être regardé de manière indépendante. Les personnages et les lieux sont à chaque fois différents. Spécifité importante, chaque épisode met en avant une ville ou une région différente, marque de fabrique de France 3).
L'intrigue est quasiment toujours identique. Elle repose sur une enquête liée à une légende, existante ou inventée, menée par un duo (souvent un homme et une femme) incarné par deux acteurs connus. Ces deux personnages ne sont pas forcément tous les deux policiers mais sont amenés à collaborer malgré des premiers rapports difficiles. Ils ont régulièrement un lien de parenté ou amoureux, sont souvent antagonistes et se réconcilient à la fin de l'épisode. 
A partir de la onzième saison, à côté des légendes, d'autres thématiques apparaissent : la littérature et le patrimoine industriel et artisanal. Par exemple concernant la littérature, on retrouve des thèmes des Fables de la Fontaine dans Meurtres à Château-Thierry, Arsène Lupin de Maurice Leblanc dans le nouveau Meurtres à Étretat et le futur Meurtres à Charleville-Mézières emmènera sur les terres d'Arthur Rimbaud dans les Ardennes. Du côté du patrimoine industriel et artisanal Meurtres en Dentelles intègre les dentelles de Calais et le futur Meurtres en porcelaine la porcelaine de Limoges. 
Aucune image violente n'est montrée. La série se concentre sur l'enquête, les paysages et souvent sur des idylles amoureuses. Si les meurtres sont fréquents, ils ne sont pas l'œuvre d'un tueur en série psychologiquement troublé mais reposent le plus souvent sur un désir de vengeance.

### Casting
De nombreux comédiens, stars de la télévision française, toutes générations confondues, ont participé à un épisode : Frédéric Diefenthal, Pierre Arditi, Ingrid Chauvin, Stéphane Freiss, Bernard Yerlès, Michèle Bernier, Lucie Lucas, Xavier Deluc, Sofia Essaïdi, Lorie Pester ou encore Cristiana Reali. On note également des participations plus étonnantes telles que celles de Claire Chazal, Michel Cymes ou Stéphane Bern, peu habitués des fictions.

## Accueil
La série est un franc succès et rassemble en moyenne quatre millions de téléspectateurs et bat régulièrement la concurrence, même lors de rediffusions.
Au 15 juin 2025, l'épisode qui a rassemblé le plus de téléspectateurs en France est Meurtres en Corrèze le 2 mai 2020 avec 6,845 millions de personnes (cependant diffusé pendant le premier confinement lié à la pandémie de Covid-19), celui qui a eu la plus forte part d'audience est Meurtres dans les Gorges du Verdon le 24 juin 2023 avec 30 %, et parmi les hors-séries c'est Menace sur Kermadec avec 31% le 4 février 2022.
Son succès peut s'expliquer, à la fois, par un début de lassitude face aux séries américaines au moment de son lancement en 2013 mais aussi grâce au développement d'une industrie de la fiction en France. Des séries comme Plus belle la vie ou Un village français ont permis à France 3 de développer un savoir-faire qui permet une écriture scénaristique spécialisée pour le format télévisuel et des tournages rapides et efficaces. Les acteurs sont aussi habitués à ce genre de tournage. D'autre part, la chaîne transpose à la fiction ce qu'elle fait pour l'information : quitter Paris pour proposer des programmes tournés ailleurs.
La dimension régionale permet aussi à la collection d'avoir une bonne couverture médiatique. La presse régionale et les politiques locaux sont fiers d'annoncer le tournage de « leur » épisode. De plus la population participe au casting ou à la figuration.
Les droits d’adaptation de la collection ont été rachetés aux États-Unis, au Japon et en Italie.

## Déclinaisons du concept
Face au succès, France 3 a développé d'autres collections similaires. Crime à... met en scène la même vice-procureure, incarnée par Florence Pernel mais à chaque fois dans une région différente. Une autre collection est en cours de développement Les Mystères de.... c'est une collection de téléfilms policiers français se déroulant principalement en Nouvelle-Aquitaine, mais aussi en Provence-Alpes-Côte d'Azur. Elle a été lancée en 2017 par la chaîne France 3. Elle est produite par Flach Film Production. Certains épisodes sont considérés[Par qui ?] comme des Hors séries de cette collection.
Cette collection est en lien avec la collection Le Prix de... avec Mimie Mathy et Mathieu Delarive :
- 2017 - Le Prix de la vérité
- 2019 - Le Prix de la loyauté
- 2021 - Le Prix de la trahison

## Téléfilms

### Première saison (2013-2014)
1.01 Meurtres à Saint-Malo
- Date de diffusion :
  -  19 avril 2013, sur La Une
  -  19 avril 2013, sur RTS 1
  -  23 avril 2013, sur France 3
- Synopsis : Le capitaine Gwenaëlle Garrec et l'adjudant-chef Éric Vautier enquêtent sur le meurtre d'un cadavre retrouvé sur la plage. L'affaire semble liée à la piraterie et aux tortures des corsaires, ce qui rappelle de mauvais souvenirs à Gwen[10].
- Acteurs principaux :
  - Louise Monot : Gwenaëlle Garrec
  - Bruno Solo : Éric Vautier
- Audience :  France : 4,77 millions de téléspectateurs (première diffusion) (17,8 % de part d'audience), deuxième derrière Les Experts (TF1)[11].
- Note : ce téléfilm a une suite avec Nouveaux Meurtres à Saint-Malo qui se déroule 10 ans plus tard (saison 10, épisode 01) pour fêter les 10 ans et 60 épisodes.

2.02 Meurtres au Pays basque
- Date de diffusion :
  -  5 avril 2014, sur France 3
- Synopsis : Le capitaine Marie Daguerre et Vincent Becker sont obligés de collaborer pour résoudre une sombre affaire du meurtre d'une jeune femme, tuée selon un mode d'exécution du Moyen Âge, et la disparition du fils de Becker[12].
- Acteurs principaux :
  - Claire Borotra : Marie Daguerre
  - Antoine Duléry : Vincent Becker
- Audience :  France : 4,131 millions de téléspectateurs (première diffusion) (17,6 % de part d'audience), deuxième derrière The Voice (TF1)[13].
- Note : ce téléfilm aura une suite avec Meurtres à Guérande (saison 02, épisode 01).

3.03 Meurtres à Rocamadour
- Date de diffusion :
  -  3 mai 2014, sur France 3
- Synopsis : Le capitaine Sophie Lacaze et son futur successeur, le capitaine Alexandre Delcroix, mènent une enquête sur la mort d'un homme retrouvé sur les marches du chemin du Pénitent, à Rocamadour, et sur l'enlèvement de sa fille âgée de huit ans.
- Acteurs principaux :
  - Clémentine Célarié : Sophie Lacaze
  - Grégori Derangère : Alexandre Delcroix
- Audience :  France : 3,994 millions de téléspectateurs (première diffusion) (16,8 % de part d'audience), troisième derrière The Voice (TF1) et la finale de la Coupe de France de football (France 2)[14].

4.04 Meurtres à l'Abbaye de Rouen
- Date de diffusion :
  -  24 mai 2014, sur France 3
- Synopsis : Un mort a été découvert au pied de l'abbaye Saint-Ouen de Rouen. S'agit-il d'un accident, d'un suicide ou bien d'un meurtre ? Le capitaine de police Didier Mège, de retour dans sa ville natale, mène l'enquête et est aidé par une journaliste. Il découvre que le meurtre a un lien avec un sombre secret de sa propre famille.
- Acteurs principaux :
  - Isabel Otero : Éva Chene
  - Frédéric Diefenthal : Didier Mège
- Audience :  France : 3,729 millions de téléspectateurs (première diffusion) (16,5 % de part d'audience), deuxième derrière la finale de la Ligue des champions (TF1)[15].

### Deuxième saison (2014-2015)
1.05 Meurtres à Guérande
- Date de diffusion :
  -  14 février 2015, sur France 3
- Synopsis :
- Acteurs principaux :
  - Claire Borotra : Marie Daguerre
  - Antoine Duléry : Vincent Becker
- Audience :  France : 3,97 millions de téléspectateurs (première diffusion) (17 % de part d'audience), deuxième derrière The Voice (TF1)[16].
- Tournage : du 20 octobre au 20 novembre 2014, à Guérande (faubourg Saint-Michel, marais salants), à Nantes (cimetière de la Bouteillerie, Palais de Justice …), à Batz-sur-Mer, à Fontenay-le-Comte, au château de Saint-Mesmin et dans le Marais poitevin (Arçay, abbaye de Maillezais, embarcadère de Maillezais …)[17],[18],[19],[20].
- Note : ce téléfilm est la suite du téléfilm Meurtres au Pays basque (saison 01, épisode 02) et se déroule un an plus tard.

2.06 Meurtres à l'île d'Yeu
- Date de diffusion :
  -  7 mars 2015, sur France 3
- Synopsis : En se rendant en bateau sur l'île d'Yeu, en Vendée, Isabelle Bonnefoy, navigatrice, et son fils Noé, découvrent, après avoir intercepté un signal d'urgence, un cadavre décapité.
- Acteurs principaux :
  - Anne Richard : Isabelle Bonnefoy
  - Bernard Yerlès : Nicolas Lemeur
- Audience :  France : 3,906 millions de téléspectateurs (première diffusion) (16,9 % de part d'audience), deuxième derrière The Voice (TF1)[21].
- Tournage : du 17 septembre au 14 octobre 2014, à L'Île-d'Yeu[22].

3.07 Meurtres à Étretat
- Date de diffusion :
  -  4 avril 2015, sur France 3
- Synopsis : Karine et Victor enquêtent sur la mort de Gilbert Maréchal, un notable, retrouvé mort après une chute des falaises d'Étretat.
- Acteurs principaux :
  - Adriana Karembeu : Karine Zenco
  - Bruno Madinier : Victor Ortega
- Audience :  France : 4,066 millions de téléspectateurs (première diffusion) (17,9 % de part d'audience), deuxième derrière The Voice (TF1)[23].

4.08 Meurtres à Carcassonne
- Date de diffusion :
  -  9 mai 2015, sur France 3
- Synopsis : Le lieutenant de police Angélique Demange, obligée de faire équipe avec son ex mari, Raphaël Leprince, enquête sur un meurtre commis devant la basilique Saint-Nazaire de la Cité de Carcassonne. Le meurtrier, filmé par une caméra de vidéosurveillance, était vêtu d'une cape brodée de la Croix des anciens Templiers. Au fil de leur enquête qui concerne les meurtres successifs des membres d'une même famille tués à dix-huit ans d'intervalle avec la même arme, les deux policiers seront conduits à se rendre dans l'énigmatique village de Rennes-le-Château, situé non loin de Carcassonne[24].
- Acteurs principaux :
  - Rebecca Hampton : Angélique Demange
  - Bruno Wolkowitch : Raphaël Leprince
- Audience :  France : 4,171 millions de téléspectateurs (première diffusion) (18,6 % de part d'audience), deuxième derrière Stars 80 (TF1)[25].

5.09 Meurtres au mont Ventoux
- Date de diffusion :
  -  23 mai 2015, sur France 3
  -  21 octobre 2023, sur La Une
- Synopsis : À l'occasion des obsèques de son oncle, Alexia Méjean retourne dans son village natal pour vendre la propriété dont elle hérite, avec ses truffières qui ont fait la richesse de son oncle. Bien des années plus tôt, Alexia, alors adolescente, s'était publiquement rebellée contre les superstitions locales liées au Drac, ce dragon qui se cacherait dans les eaux d'une source voisine. La meilleure amie d'Alexia est alors retrouvée morte, le visage lacéré. Alexia, accusée d'avoir défié le Drac, avait alors été éloignée du village par ses parents. Alexia apprend que son oncle n'est pas mort de mort naturelle. D'autres décès récents sont tout aussi suspects. C'est Marc Messac, son amour de jeunesse devenu officier de gendarmerie, qui est chargé de l'enquête...
- Acteurs principaux :
  - Ingrid Chauvin : Alex Mejean
  - Thomas Jouannet : Marc Messac
- Audience :  France : 4,294 millions de téléspectateurs (première diffusion) (19,9 % de part d'audience), deuxième derrière Concours Eurovision de la chanson 2015 (France 2)[26].
- Tournage : du 24 novembre au 19 décembre 2014 dans le Vaucluse, à Vaison-la-Romaine, Carpentras, aux Dentelles de Montmirail, à Mazan, Fontaine-de-Vaucluse, L'Isle-sur-la-Sorgue et Richerenches.

### Troisième saison (2015-2016)
1.10 Meurtres à Collioure
- Dates de diffusion :
  -  27 août 2015, sur RTS 2
  -  13 septembre 2015, sur La Une
  -  3 octobre 2015, sur France 3
- Synopsis : En début de soirée, une automobiliste circule sur sur une corniche, sur les hauteurs de Collioure, lorsqu'un choc violent avec le véhicule se fait entendre. Un tonneau, ayant dévalé la forte pente de la colline surplombant la route, s'encastre dans le capot du véhicule. Le tonneau, dont des clous ont été pointés vers l'intérieur, contient le corps d'une jeune femme nue. Il s'agit de Léa Castaldi, née Sanchez, une agente immobilière de Collioure. Cette mise en scène rappelle la légende médiévale de Paracols. Les enquêteurs Alice Castel et Pascal Loubet soupçonnent le mari de la victime : un peintre jaloux et violent.
- Acteurs principaux :
  - Helena Noguerra : Alice Castel, capitaine de gendarmerie
  - Stéphane Freiss : Pascal Loubet, capitaine de police
- Audience :  France : 4,348 millions de téléspectateurs (première diffusion) (19,3 % de part d'audience), deuxième derrière la Coupe du monde de rugby à XV 2015 (TF1)[27].

2.11 Meurtres à La Rochelle
- Dates de diffusion :
  -  20 septembre 2015, sur La Une
  -  14 novembre 2015, sur France 3
- Synopsis : À La Rochelle, le corps d'un homme d'affaires est retrouvé dans la Tour Saint-Nicolas. L'homme a été pendu et la lettre A a été écrite sur son front. Très vite, le meurtre rappelle la mort de moines catholiques au XVIIe siècle. L'enquête est confiée au capitaine Raphaël Weiss mais il doit collaborer avec le commandant Justine Balmont, de la police de Bordeaux, sa propre fille.
- Acteurs principaux :
  - Dounia Coesens : Justine Balmont
  - Philippe Caroit : Raphaël Weiss
- Audience :  France : 4,19 millions de téléspectateurs (première diffusion) (18,4 % de part d'audience), troisième derrière les éditions spéciales attentat de TF1 et France 2)[28].

3.12 Meurtres en Bourgogne
- Dates de diffusion :
  -  29 octobre 2015, sur La Une
  -  26 décembre 2015, sur France 3
- Synopsis : L’intrigue se situe dans le milieu de la cuisine[29]. Le cadavre d'une jeune et talentueuse restauratrice est retrouvé aux forges de Buffon. Deux policiers vont enquêter ensemble : Mylène dont le père, patron de la police locale, a disparu une quinzaine d'années auparavant, et Frédéric, qui était sous les ordres de celui-ci.
- Acteurs principaux :
  - Cristiana Reali : Mylène Deville
  - Franck Sémonin : Frédéric Tessier
- Audience :  France : 3,837 millions de téléspectateurs (première diffusion) (17,1 % de part d'audience), deuxième derrière Les Enfants de la télé (TF1)[30].

4.13 Meurtres à Avignon
- Dates de diffusion :
  -  17 janvier 2016, sur La Une
  -  27 février 2016, sur France 3
- Synopsis : Le squelette d'une jeune femme est retrouvé emmuré dans une église.
- Acteurs principaux :
  - Laëtitia Milot : Julie Ravel
  - Catherine Jacob : Laurence Ravel
- Audience :  France : 4,338 millions de téléspectateurs (première diffusion) (18,3 % de part d'audience), deuxième derrière The Voice (TF1)[31].

5.14 Meurtres à l'île de Ré
- Dates de diffusion :
  -  3 avril 2016, sur La Une[32]
  -  23 avril 2016, sur France 3
- Synopsis : Vincent Pelletier est chargé de l'enquête sur la mort d'un homme retrouvé vêtu d'une tenue de bagnard sur une plage de l'île de Ré. L'enquête promet d'être délicate car la victime est un ami proche du procureur Clergeau, chargé de l'affaire. Sur l'île, Vincent croise sa demi-sœur, Margaux. Contrairement à lui, Margaux rend visite régulièrement à leur père incarcéré pour viol et meurtre. La jeune femme est convaincue de son innocence, contrairement à Vincent, et cherche à l'innocenter. Petit à petit, il semble que les deux affaires pourraient être liées.
- Acteurs principaux :
  - Lucie Lucas : Margaux Pelletier
  - Bruno Salomone : Vincent Pelletier
- Audience :  France : 4,47 millions de téléspectateurs (première diffusion) (19,4 % de part d'audience), deuxième derrière The Voice (TF1)[33].

6.15 Meurtres sur le lac Léman
- Date de diffusion :
  -  17 avril 2016, sur La Une[34]
  -  21 mai 2016, sur France 3
- Synopsis :
- Acteurs principaux :
  - Corinne Touzet : Sandrine Zermatten
  - Jean-Yves Berteloot : Louis Jolly
- Audience :  France : 4,273 millions de téléspectateurs (première diffusion) (20 % de part d'audience), deuxième derrière la finale de la Coupe de France de football (France 2)[35].

### Quatrième saison (2016-2017)
1.16 Meurtres à La Ciotat
- Date de diffusion :
  -  10 avril 2016, sur La Une[36]
  -  24 septembre 2016, sur France 3
- Synopsis :
- Acteurs principaux :
  - Élodie Varlet : Anne Sauvaire
  - Philippe Bas : Batti Vergniot
- Audience :  France : 3,568 millions de téléspectateurs (première diffusion) (17,4 % de part d'audience), deuxième derrière The Voice Kids (TF1)[37].

2.17 Meurtres à Dunkerque
- Date de diffusion :
  -  9 septembre 2016, sur RTS 1[38]
  -  23 octobre 2016, sur La Une[39]
  -  4 février 2017, sur France 3
- Synopsis : En plein carnaval de Dunkerque, Marc Vandernoot est retrouvé mort, pendu en haut d'un mât. Le capitaine Janie Roussel, grande connaisseuse du carnaval, est chargée de l'affaire. Elle va devoir collaborer avec Éric Dampierre, un jeune flic tout juste installé à Dunkerque.
- Réalisateur : Marwen Abdallah
- Scénaristes: Manon Dillys et Sébastien Le Délézir
- Acteurs principaux :
  - Charlotte de Turckheim : Janie Roussel
  - Lannick Gautry : Éric Dampierre
- Audience :  France : 4,786 millions de téléspectateurs (première diffusion) (21,8 % de part d'audience), premier devant Le grand show de l'humour (France 2)[40].

3.18 Meurtres en Martinique
- Date de diffusion :
  -  24 avril 2016, sur La Une[41]
  -  2 septembre 2016, sur RTS 1[42]
  -  25 février 2017, sur France 3
- Synopsis : Au moment où Léna Valrose, d'ascendance martiniquaise, arrive de métropole, un corps est retrouvé à la montagne Pelée. Vu les circonstances, le stage qu'elle devait animer est annulé et elle doit porter assistance à Paul Ventura pour l'enquête. L'arrivée de Léna en Martinique n'a cependant pas qu'un but professionnel. Elle est également à la recherche de son père.
- Acteurs principaux :
  - Sara Martins : Léna Valrose
  - Olivier Marchal : Paul Ventura
- Audience :  France : 4,171 millions de téléspectateurs (première diffusion) (17,8 % de part d'audience), deuxième derrière The Voice (TF1)[43].

4.19 Meurtres à Grasse
- Date de diffusion :
  -  23 septembre 2016, sur RTS 1[44]
  -  30 octobre 2016, sur La Une[45]
  -  15 avril 2017, sur France 3
- Synopsis : Lors d'une visite guidée au musée de la parfumerie, à Grasse, Sophie Mournel découvre le corps d'un homme dans une cuve à enfleurage. L'enquête est confiée à la police judiciaire et en particulier au commandant Marianne Dusseyre, mère du défunt petit ami de Sophie Mournel, qui soupçonne d'abord son ex-belle fille. Mais l'enquête s'oriente rapidement vers la légende de la 13e note, d'origine égyptienne, à cause d'un tatouage sur le corps de la victime.
- Acteurs principaux :
  - Lorie Pester : Sophie Mournel
  - Annie Grégorio : Marianne Dusseyre
- Audience :  France : 3,662 millions de téléspectateurs (première diffusion) (17,8 % de part d'audience), deuxième derrière The Voice (TF1)[46].

5.20 Meurtres à Aix-en-Provence
- Date de diffusion :
  -  4 novembre 2016, sur RTS 1[47]
  -  6 novembre 2016, sur La Une[48]
  -  13 mai 2017, sur France 3
- Synopsis : Le commandant Anne Giudicelli est chargée de l'enquête sur le meurtre d'un homme retrouvé crucifié dans la crypte de la cathédrale Saint-Sauveur d'Aix-en-Provence. Sur son corps, on retrouve un morceau de vieux parchemin ressemblant à une prophétie de Nostradamus. La sœur de l'enquêtrice est justement une grande historienne spécialisée dans la décryptage de ces prophéties. Malgré dix ans de brouille, les deux sœurs vont devoir collaborer alors que les meurtres se multiplient.
- Acteurs principaux :
  - Astrid Veillon : Anne Giudicelli
  - Isabelle Vitari : Pauline Dorval
- Audience :  France : 4,090 millions de téléspectateurs (première diffusion) (18,2 % de part d'audience), troisième derrière le Concours Eurovision de la chanson 2017  (France 2) et The Voice (TF1)[49].

6.21 Meurtres à Strasbourg
- Date de diffusion :
  -  28 octobre 2016, sur RTS 1[50]
  -  20 novembre 2016, sur La Une[51]
  -  27 mai 2017, sur France 3
- Synopsis : Lors d'une dégustation de vin d'Alsace, sur le domaine du Clos-Mathis, c'est un vin rosé et non blanc qui est obtenu. On retrouve le corps de Ronald Mathis, le père de Julian. Katel Leguennec, commandant du SRPJ de Strasbourg, mène l'enquête. Elle y travaille en collaboration avec Maxime Keller, patron du service-médico-légal, récemment revenu de l'étranger. Ce dernier a été des années auparavant son amour de jeunesse et est désormais son gendre. D'autres meurtres s'ensuivent, qui semblent être liés à la légende de sainte Odile, qui a un autel non loin et où un enfant a été abandonné deux décennies plus tôt.
- Acteurs principaux :
  - Hélène de Fougerolles : Katel Leguennec
  - Olivier Sitruk : Maxime Keller
- Audience :  France : 3,690 millions de téléspectateurs (première diffusion) (19,1 % de part d'audience), deuxième derrière The Voice (TF1)[52].

### Cinquième saison (2017-2018)
1.22 Meurtres dans les Landes
- Date de diffusion :
  -  23 juin 2017, sur RTS 1
  -  5 septembre 2017, en Avant-Première au cinéma Rex à Hossegor[53]
  -  7 septembre 2017, sur La Une[54]
  -  9 septembre 2017, sur France 3
- Synopsis : Juliette Laborde est découverte empalée sur une sculpture lors de son inauguration à Hossegor en présence de son créateur, Antoine Duprat. L'officier de la douane judiciaire Walter Beaumont et le capitaine de gendarmerie Isabelle Hirigoyen vont collaborer pour résoudre l'enquête. Y a-t-il un lien avec la légende qui dit qu'en 1450, une bergère a été assassinée dans les mêmes conditions à Biscarrosse ou ce meurtre est-il lié à une enquête, menée par Walter Beaumont, relative à une suspicion de trafic et pour lequel Juliette Laborde a été condamnée ?
- Acteurs principaux :
  - Barbara Cabrita : Isabelle Hirigoyen
  - Xavier Deluc : Walter Beaumont
- Audience :  France : 4,186 millions de téléspectateurs (première diffusion) (19,7 % de part d'audience), deuxième derrière The Voice Kids (TF1)[55]

2.23 Meurtres en Auvergne
- Date de diffusion :
  -  16 mai 2017, sur La Une[3]
  -  30 septembre 2017, sur France 3
- Synopsis : Une femme est retrouvée morte au lac Pavin. Le meurtre semble s'inspirer d'une vieille légende locale qui raconte que les pêcheurs de Besse ont été ensevelis par Dieu puis recouverts par les larmes du diable. Bien qu'il connaissait la victime le capitaine Romagnat est chargé de l'enquête avec l'adjudant-chef Aurélie Lefaivre.
- Acteurs principaux :
  - Sofia Essaïdi : Aurélie Lefaivre
  - Frédéric Diefenthal : Bruno Romagnat
- Audience :  France : 4,983 millions de téléspectateurs (première diffusion) (23,1 % de part d'audience), premier devant The Voice Kids (TF1)[56]

3.24 Meurtres à Sarlat
- Date de diffusion :
  -  25 août 2017, sur RTS Un
  -  21 septembre 2017, sur La Une
  -  18 novembre 2017, sur France 3
- Synopsis : Sarlat-la-Canéda fut le théâtre de violentes révoltes paysannes au XVIIe siècle. Aujourd'hui, le fils du plus grand fabricant d'aliments en conserve de la région a été assassiné lors d'un rituel rappelant ces événements historiques. Pour enquêter, le commandant Claire Dalmas, de la section de recherche de Bordeaux, est obligée de revenir dans sa ville d’enfance qu’elle fuit depuis 20 ans. Sur place, elle va devoir collaborer avec le capitaine de gendarmerie Éric Pavin, avec qui elle a vécu une aventure quelques mois plus tôt sans jamais donner de nouvelles. L’enquête va plonger Claire au cœur d’un scandale agroalimentaire, l’obliger à se confronter à sa famille et peut-être même à se réconcilier avec l’amour.
- Acteurs principaux :
  - Cécile Bois : Claire Dalmas
  - Thierry Godard : Éric Pavin
- Audience :  France : 4,438 millions de téléspectateurs (première diffusion) (19,9 % de part d'audience), premier devant le test-match de rugby "France-Afrique du Sud" (France 2)[57]

4.25 Meurtres à Orléans
- Date de diffusion :
  -  21 novembre 2017, sur La Une
  -  29 décembre 2017, sur RTS Un
  -  20 janvier 2018, sur France 3
- Synopsis : Une jeune femme interprétant Jeanne d'Arc lors d'une fête johannique est tuée d'une flèche en plein cœur. Charlotte Marat, capitaine de police fraîchement arrivée de Paris, assistait au défilé lorsque le drame s'est produit. Elle mène l'enquête avec son gendre, Philippe Cransac, amateur d'histoire médiévale. Ils tentent de comprendre le lien qu'il y aurait entre ce crime et la blessure de la Pucelle au cours de la bataille d'Orléans en 1429. Philippe se passionne pour cette affaire troublante.
- Acteurs principaux :
  - Michèle Bernier : Charlotte Marat
  - David Kammenos : Philippe Cransac
- Audience :  France : 5,241 millions de téléspectateurs (première diffusion) (24 % de part d'audience), premier devant Vendredi tout est permis avec Arthur (TF1)[58]

5.26 Meurtres en pays d'Oléron
- Date de diffusion :
  -  11 mars 2018, sur La Une
  -  16 mars 2018 sur RTS Un
  -  17 mars 2018, sur France 3
- Synopsis : Judith Valeix, capitaine de gendarmerie, enquête sur le meurtre d'un sexagénaire, patron d'une entreprise ostréicole, retrouvé poignardé et dénudé dans un cimetière abandonné depuis deux cents ans. En collaboration avec le médecin légiste, ancien chirurgien militaire, Vincent Lazare, son enquête la conduira à rouvrir le dossier d'une disparition non élucidée d'une jeune femme issue de la communauté de « la Petite Église », qui s'était produite vingt-huit ans auparavant et à découvrir les raisons ayant poussé Lisa, sa jeune adjointe, à fomenter sa vengeance.
- Acteurs principaux :
  - Hélène Seuzaret : Capitaine Judith Valeix
  - Michel Cymes : Docteur Vincent Lazare
- Audience :  France : 5,179 millions de téléspectateurs (première diffusion) (23,3 % de part d'audience), deuxième derrière The Voice (TF1)[59]

### Sixième saison (2018-2019)
1.27 Meurtres en Cornouaille
- Date de diffusion :
  -  22 avril 2018, sur La Une
  -  18 mai 2018, sur RTS 1
  -  8 septembre 2018, sur France 3
- Synopsis : Le corps d'une femme de 25 ans, morte étranglée, est retrouvé par son fiancé dans l'eau du port accroché à une balise. Il porte un déguisement de Dahut, figure féminine de la mythologie bretonne, morte justement noyée. Marion et Tristan Legay sont mis sur l'enquête. En couple dans la vie et dans le travail, ils traversent une période personnelle difficile. Le retour d'une de leurs amies d'enfance, Katell Morvan, fait resurgir les secrets et les mensonges de leur jeunesse.
- Acteurs principaux :
  - Caroline Anglade : Marion Legay
  - Sagamore Stévenin : Tristan Legay
- Audience :  France : 3,707 millions de téléspectateurs (première diffusion) (20,4 % de part d'audience), premier devant Les Douze Coups de midi (TF1)[60]

2.28 Meurtres en Haute-Savoie
- Date de diffusion :
  -  6 mai 2018, sur La Une
  -  25 mai 2018, sur RTS 1
  -  13 octobre 2018, sur France 3
- Synopsis : Dans une des gares du téléphérique qui relie Avoriaz à Morzine, Barbara Herbier bascule au-dessus du garde-corps, agressée par un homme invisible. Peu de temps après, d'autres personnes de la famille meurent dans des circonstances étranges, comme devenues folles. L'officier de gendarmerie Pierre Garibaldi est chargé de l'enquête, mais on lui adjoint un officier de la police judiciaire de Lyon, Claire Garibaldi, sa propre sœur.
- Acteurs principaux :
  - Gwendoline Hamon : Claire Garibaldi
  - Thibault de Montalembert : Pierre Garibaldi
- Audience :  France : 4,734 millions de téléspectateurs (première diffusion) (23,7 % de part d'audience), premier devant Danse avec les stars (TF1)[61]

3.29 Meurtres à Brides-les-Bains
- Date de diffusion :
  -  8 novembre 2018, sur La Une
  -  16 novembre 2018, sur RTS 1
  -  29 décembre 2018, sur France 3
- Synopsis : Dix ans ont passé depuis la disparition de Georges, alors soupçonné de meurtre. Sa femme, la journaliste Gabrielle Sandraz vit à Brides-les-Bains, lorsque son mari réapparaît... mort assassiné. Le commandant Julien Forest est chargé de l'affaire et mène l'enquête avec Gabrielle, qui n'est autre que sa mère.
- Acteurs principaux :
  - Line Renaud : Gabrielle Sandraz
  - Patrick Catalifo : Julien Forest
- Audience :  France : 4,894 millions de téléspectateurs (première diffusion) (21,9 % de part d'audience), premier devant La chanson secrète (TF1)[63]

Sera suivi par Meurtres dans les Trois Vallées
4.30 Meurtres dans le Morvan
- Date de diffusion :
  -  2 décembre 2018, sur RTS 1
  -  18 janvier 2019, sur La Une
  -  19 janvier 2019, sur France 3
- Synopsis : Une avocate est retrouvée morte dans la fontaine Sainte-Agathe. Cette fontaine a été le lieu de pèlerinage des nourrices du Morvan. Est-ce une coïncidence si la grand-mère de la défunte a également été retrouvée à cet endroit ? Maud Perrin est chargée de l'affaire.
- Acteurs principaux :
  - Virginie Hocq : Maud Perrin
  - Bruno Wolkowitch : Julien Demarcy
- Audience :  France : 4,596 millions de téléspectateurs (première diffusion) (21,3 % de part d'audience), deuxième derrière Qui veut gagner des millions ? (TF1)[65]

5.31 Meurtres en Lorraine
- Date de diffusion :
  -  10 janvier 2019, sur La Une
  -  9 mars 2019, sur RTS 1
  -  16 mars 2019, sur France 3
- Synopsis : Le corps d'une femme est retrouvé dans la citadelle de Bitche. Le lieutenant Nicolas Muller est chargé de l'enquête. Il est secondé par une jeune stagiaire. L'enquête se révèle assez particulière pour le lieutenant : non seulement, il travaille dans sa région natale mais, en plus, elle le mène vers la cristallerie gérée par sa famille. Sa propre sœur et son propre père sont suspectés alors que d'autres meurtres sont perpétrés.
- Acteurs principaux :
  - Lilly-Fleur Pointeaux : Lola Paoli
  - Stéphane Bern : Nicolas Muller
- Audience :  France : 4,776 millions de téléspectateurs (première diffusion) (23 % de part d'audience), deuxième derrière The Voice (TF1)[66]

### Septième saison (2019-2020)
1.32 Meurtres à Colmar
- Date de diffusion :
  -  10 février 2019, sur La Une
  -  28 juin 2019, sur RTS 1
  -  14 septembre 2019, sur France 3
- Synopsis : Étienne Ronsard, médecin humanitaire, ne croit pas en la thèse officielle sur la mort de son fils, Gilles, chef de brigade à la police criminelle de Colmar : il ne peut pas avoir causé sa mort et celle de son coéquipier parce qu'il était sous l'emprise de la drogue. Étienne en est persuadé : son fils n'était pas un drogué. Pourtant, les deux hommes se voyaient peu en raison du métier du père. Il essaie de convaincre le nouveau chef de brigade, Anaïs Lacombe, mais elle a perdu son fiancé dans l'accident.
- Acteurs principaux :
  - Garance Thénault : Anaïs Lacombe
  - Pierre Arditi : Étienne Ronsard
- Audience :  France : 4,196 millions de téléspectateurs (première diffusion) (24 % de part d'audience), premier devant La chanson secrète (TF1)[68]
- Tournage : du 16 juillet au 10 août 2018 à Colmar, Riquewihr, Lapoutroie, Rouffach et Gerstheim

2.33 Meurtres à Lille
- Date de diffusion :
  -  26 octobre 2018, sur RTS 1
  -  11 décembre 2018, sur La Une
  -  28 septembre 2019, sur France 3
- Synopsis : Alors que l'exposition consacrée au sculpteur lillois Victor Maurin se met en place au musée « La Piscine » de Roubaix, celui-ci est retrouvé mort, à quelques heures de l'ouverture au public. Dépêchée par la jeune substitut du procureur dont c’est la première affaire, le commandant Caroline Flament arrive de Paris pour mener l’enquête. En poste à Lille, le capitaine William Henry prend ombrage de l'arrivée de cet officier supérieur parisien, laissant présager de futures tensions au sein du tandem d'enquêteurs. Cette nouvelle mission est l'occasion pour Caroline de revenir dans la ville où elle a grandi et de retrouver son amie d'enfance, Astrid d'Armentières. Mais cette dernière n'est autre que la scénographe du sculpteur assassiné et la mère d'Oscar, qui effectuait un stage aux côtés de Victor Maurin, et dont la petite amie, Adèle, était l'un des modèles de l'artiste. L'enquête s'annonce difficile.
- Acteurs principaux :
  - Annelise Hesme : Caroline Flament
  - Loup-Denis Elion : William Henry
- Audience :  France : 4,171 millions de téléspectateurs (première diffusion) (22 % de part d'audience), premier devant Danse avec les stars (TF1)[70]
- Tournage : du 11 juin au 9 juillet 2019 à Lille, Roubaix, Bondues, Attiches, Faches-Thumesnil et Tourcoing

3.34 Meurtres à Belle-Île
- Date de diffusion :
  -  : 12 octobre 2019 sur La Une
  -  : 18 octobre 2019 sur RTS 1
  -  : 26 octobre 2019 sur France 3
- Synopsis : Un corps est découvert au milieu de la lande à Belle-Île-en-Mer, attaché à un menhir. Le mot « voleur » a été tagué sur la pierre. Ce menhir est lié à une vieille légende. Il serait un amant pétrifié. Le commandant Marine Lamblin est chargée de l'enquête mais doit collaborer avec Thomas Keller, un capitaine un peu dragueur venu du continent.
- Acteurs principaux :
  - Charlotte de Turckheim : Commandant Marie Lamblin
  - Nicolas Gob : Capitaine Thomas Keller
- Audience :  France : 4,327 millions de téléspectateurs (première diffusion) (22,5 % de part d'audience), premier devant Danse avec les stars (TF1)[72]
- Tournage du 1er au 26 avril 2019 à Belle-Île-en-Mer

4.35 Meurtres à Tahiti
- Date de diffusion :
  -  : 20 décembre 2019 sur RTS 1
  -  : 21 décembre 2019 sur La Une
  -  : 28 décembre 2019 sur France 3
- Synopsis :
- Acteurs principaux :
  - Leslie Medina : Lieutenant Mareva Haumana (née Beaulieu)
  - Jean-Michel Tinivelli : Commandant Philippe Toussaint
  - Alban Casterman : Brigadier Denis Martin
  - Vaimalama Chaves : la chanteuse du Beach House
- Audience :  France : 5,165 millions de téléspectateurs (première diffusion) (25,1 % de part d'audience), premier devant Kev Adams: la dernière en direct (TF1)[73]
- Tournage : du 20 mai  au 20 juin 2019 en Polynésie française

5.36 Meurtres en Cotentin
- Date de diffusion :
  -  21 mai 2019, sur La Une
  -  31 mai 2019, sur RTS 1
  -  1er février 2020, sur France 3
- Synopsis : Le corps de François Lehodey est retrouvé dans un étang entouré de branches de genêts. Promoteur immobilier sans scrupule, la victime compte de nombreux ennemis, qui font figures de suspects. La légende de la Dame blanche surgit. C'est vrai que plusieurs témoins affirme avoir vu une dame rousse vêtue de blanc. Et justement, c'est Alice Hamel qui est chargée de l'enquête avec le capitaine Hélène Ribero. Vingt ans plus tôt, on l'avait accusée d'être la dame blanche.
- Acteurs principaux :
  - Chloé Lambert : Hélène Ribero
  - Léa François : Alice Hamel
- Audience :  France : 4,467 millions de téléspectateurs (première diffusion) (21,7 % de part d'audience), deuxième derrière The Voice (TF1)[74]
- Tournage : du 22 novembre et 20 décembre 2018 à Barfleur, Cherbourg-en-Cotentin, Crasville, Fermanville, Gatteville-le-Phare, Jobourg, Le Rozel, Omonville-la-Rogue et Saint-Vaast-la-Hougue

6.37 Meurtres dans le Jura
- Date de diffusion :
  -  : 8 novembre 2019 sur RTS 1
  -  : 2 février 2020 sur La Une
  -  : 15 février 2020 sur France 3
- Synopsis : Depuis qu'un village a été englouti pour construire un barrage, on raconte qu'un fantôme hante les rives du lac de Vouglans. On l'appelle « la dame blanche ». Le corps d'une guérisseuse, Rose Tournault, est retrouvé recouvert de pétales blancs. La légende refait surface. Il faut dire que la famille de Rose était l'une des seules favorables à la construction du barrage. Le capitaine de gendarmerie, Anna Buisson, est chargée de l'enquête mais on lui adjoint Eymeric Massoni-Tournault, tout droit débarqué de Lyon. Il connaît bien la région et surtout la victime, qui était… sa grand-mère. Le passé de sa famille et d'autres familles est-il la clé de l'énigme ?
- Acteurs principaux :
  - Sandrine Quétier : Anna Buisson
  - Pierre-Yves Bon : Eymeric Massoni-Tournault
- Audience :  France : 4,461 millions de téléspectateurs (première diffusion) (22,5 % de part d'audience), premier devant The Voice Kids (TF1)[76]
- Tournage : juin et juillet 2019 à Arinthod et la région des lacs.

7.38 Meurtres en Corrèze
- Date de diffusion :
  -  : 25 octobre 2019 sur RTS 1
  -  : 26 janvier 2020 sur La Une
  -  : 2 mai 2020 sur France 3
- Synopsis : Dans la ville de Tulle, comme chaque année, une procession porte la statue de Saint Jean, qui aurait vaincu la grande peste au XIVe siècle. Mais, ce soir-là, en marge de la procession, on retrouve assassiné Manuel Marquis, un artiste local qui s’est fait un nom dans l’art contemporain. Le capitaine Lena Ribéro, enfant du pays, est chargée de l’enquête. Elle va devoir collaborer avec Axel Zeller, un commandant du SRPJ de Bordeaux, son ancien grand amour, qu’elle n’a pas revu depuis treize ans.
- Acteurs principaux :
  - Carole Bianic : capitaine Léna Ribéro
  - Arié Elmaleh : commandant Axel Zeller
- Audience :  France : 6,485 millions de téléspectateurs (première diffusion) (26,0 % de part d'audience), premier devant Mission Enfoirés (TF1)[77]
- Tournage : Le tournage a eu lieu du 4 au 29 mars 2019 Corrèze, à Tulle, Brive-la-Gaillarde, Lubersac, Uzerche, Donzenac, Aubazines, Argentat-sur-Dordogne et Saint-Martin-Sepert

### Huitième saison (2020-2021)
1.39 Meurtres en Pays cathare
- Date de diffusion :
  -  : 1er mars 2020 sur La Une
  -  : 6 mars 2020 sur RTS 1
  -  : 19 septembre 2020 sur France 3
- Synopsis : Lors d'une visite touristique dans un château cathare, le corps d'une femme est découvert dans une cage de torture. Dépêchée sur les lieux, le lieutenant de gendarmerie Pauline Franchet, découvre sur place son propre frère, Victor. Trisomique et en état de choc, le jeune homme ne donne pas d'explication sur sa présence sur les lieux. Tout l'accuse. Pauline est déchargée de l'affaire et, Thomas Costella, un capitaine de la section de recherche de Montpellier, est chargé de l'enquête.
- Acteurs principaux :
  - Élodie Fontan : Pauline Lebrun
  - Salim Kechiouche : Thomas Costella
- Audience :  France : 5,177 millions de téléspectateurs (première diffusion) (25,4 % de part d'audience), premier devant The Voice Kids (TF1)[78]
- Tournage : du 17 juin au 12 juillet 2019 à Narbonne et ses alentours.

2.40 Meurtres à Cayenne
- Date de diffusion :
  -  : 29 mars 2020 sur La Une
  -  : 14 novembre 2020 sur France 3
- Synopsis : Au pied du Fort Cépérou, à Cayenne, le corps d'un biologiste est retrouvé égorgé avec d'étranges signes sur le corps. La veille, il avait participé au bal des Touloulous. Le capitaine Cassandra Molba et le lieutenant Antoine Lagarde sont chargés de l'enquête. Une quête de vérité qui fait face à la modernité et aux croyances guyanaises.
- Acteurs principaux :
  - Nadège Beausson-Diagne : Cassandra Molba
  - Philippe Caroit : Antoine Lagarde[79]
- Audience :  France : 4,853 millions de téléspectateurs (première diffusion) (18,8 % de part d'audience), deuxième derrière le match "Portugal-France" de la Ligue des nations de l'UEFA (TF1)[80]
- Tournage : du 17 juillet au 13 août 2019 en Guyane, notamment à Cayenne, Awala-Yalimapo et aux îles du Salut

3.41 Meurtres à Cognac
- Date de diffusion :
  -  : 3 avril 2020 sur RTS 1
  -  : 5 avril 2020 sur La Une
  -  : 26 décembre 2020 sur France 3
- Synopsis : Clémentine Segonzac fait équipe avec Yassine Benjebbour, fraîchement muté de Marseille. Ils enquêtent sur le meurtre d'un maître de chai.
- Acteurs principaux :
  - Éléonore Bernheim : Clémentine Segonzac
  - Olivier Sitruk : Yassine Benjebbour
- Audience :  France : 5,313 millions de téléspectateurs (première diffusion) (22,2 % de part d'audience), premier devant La Grande Incruste (TF1)[81]
- Tournage : du 25 septembre au 22 octobre 2019 en Charente, notamment à Cognac

4.42 Meurtres à Granville
- Date de diffusion :
  -  : 2 décembre 2020 sur La Une
  -  : 8 janvier 2021 sur RTS 1
  -  : 9 janvier 2021 sur France 3
- Synopsis :
- Acteurs principaux :
  - Florence Pernel : Camille Fauvel
  - Raphaël Lenglet : Damien Bonaventure
- Audience :  France : 6,364 millions de téléspectateurs (première diffusion) (26,5 % de part d'audience), premier devant Ninja Warrior (TF1)[82]
- Tournage : Le film a été tourné durant l'été 2020 après le premier confinement lié à la pandémie de Covid-19[83] à Granville, en Normandie[83], Saint-Pair-sur-Mer, Blainville-sur-Mer et Bricqueville-sur-Mer.

5.43 Meurtres à Albi
- Date de diffusion :
  -  : 19 juin 2020 sur RTS 1
  -  : 3 novembre 2020 sur La Une
  -  : 23 janvier 2021 sur France 3
- Synopsis :
- Acteurs principaux :
  - Léonie Simaga : Annabelle Dalmasio
  - Bruno Debrandt : Marc Lemaire
- Audience :  France : 6,247 millions de téléspectateurs (première diffusion) (26,2 % de part d'audience), premier devant Ninja Warrior (TF1)[85]
- Tournage : du 22 novembre au 19 décembre 2019 dans la région Occitanie et notamment à Albi.

6.44 Meurtres à Pont-l'Évêque
- Date de diffusion :
  -  : 29 septembre 2020 sur RTS 1
  -  : 18 octobre 2020 sur La Une
  -  : 20 février 2021 sur France 3
- Synopsis :
- Acteurs principaux :
  - Arnaud Binard : Franck Roussel
  - Élodie Frenck : Marion Letellier
  - Antoine Hamel : Julien Roussel
  - Geneviève Casile : Françoise
  - Christophe Perez : Dimitri
- Audience :  France : 5,080 millions de téléspectateurs (première diffusion) (21,6 % de part d'audience), deuxième derrière The Voice (TF1)[87]
- Tournage : du 20 novembre au 17 décembre 2019 en Normandie, à Beuvron-en-Auge, Caen, Deauville, Mézidon Vallée d'Auge, Pont-l'Évêque (dont l'ancienne commune Coudray-Rabut), Touques et Trouville-sur-Mer

7.45 Meurtres à la pointe du Raz
- Date de diffusion :
  -  : 8 novembre 2020 sur La Une
  -  : 22 janvier 2021 sur RTS 1
  -  : 3 avril 2021 sur France 3
- Synopsis : Le lieutenant de gendarmerie Jérémie Meyer, sur le point d'épouser Clara, fait équipe avec le commandant Marie Leroy venue le remplacer, pour enquêter sur le meurtre d'une vieille femme terrifiée par l'Ankou. Les pistes les mèneront sur la mort du père de Jérémie et sur celle d'une jeune fille qui a eu la vieille femme pour nourrice. La commandante Marie Leroy avait aussi une autre raison de venir.
- Acteurs principaux :
  - Évelyne Bouix : Marie Leroy
  - David Kammenos : Jérémy Meyer
- Audience :  France : 5,645 millions de téléspectateurs (première diffusion) (23,4 % de part d'audience), premier devant The Voice (TF1)[89]
- Tournage : du 24 février au 20 mars 2020

8.46 Meurtres à Toulouse
- Date de diffusion :
  -  : 27 décembre 2020 sur La Une
  -  : 5 février 2021 sur RTS 1
  -  : 29 mai 2021 sur France 3
- Synopsis :
- Acteurs principaux :
  - Camille Aguilar : Cécile Gimet
  - Lionnel Astier : Simon Keller
- Audience :  France : 5,892 millions de téléspectateurs (première diffusion) (26,6 % de part d'audience), premier devant la finale de la Ligue des champions de l'UEFA (RMC Story)[91]
- Tournage : du 21 juillet au 13 août 2020

### Neuvième saison (2021-2022)
1.47 Meurtres en Berry
- Date de diffusion :
  -  Belgique : 31 janvier 2021 sur La Une
  -  Suisse : 26 février 2021 sur RTS 1
  -  France : 28 août 2021 sur France 3
- Synopsis :
- Acteurs principaux :
  - Fauve Hautot : Solène Durel
  - Aurélien Wiik : Basile Tissier
- Audience :  France : 4,769 millions de téléspectateurs (première diffusion) (24,8 % de part d'audience), premier devant Les Douze Coups de la rentrée (TF1)[92]
- Tournage : du 23 septembre au 22 octobre 2020

2.48 Meurtres à Mulhouse
- Date de diffusion :
  -  Belgique : 14 février 2021 sur La Une
  -  Suisse : 2 mars 2021 sur RTS 1
  -  France : 2 octobre 2021 sur France 3
- Synopsis :
- Acteurs principaux :
  - Mélanie Maudran : Sandra Bauer
  - François-David Cardonnel : Frédéric Bauer
- Audience :  France : 4,830 millions de téléspectateurs (première diffusion) (24,4 % de part d'audience), premier devant The Voice (TF1)[94]
- Tournage : du 5 octobre au 2 novembre 2020[95]

3.49 Meurtres dans les Trois Vallées
(suite de Meurtres à Brides-les-Bains)
- Date de diffusion :
  -  Belgique : 28 février 2021 sur La Une
  -  Suisse : 18 juin 2021 sur RTS 1
  -  France : 20 novembre 2021 sur France 3
- Synopsis :
- Acteurs principaux :
  - Line Renaud : Gabrielle Sandraz
  - Samuel Labarthe : commandant Samuel Godard
- Audience :  France : 4,414 millions de téléspectateurs (première diffusion) (19,9 % de part d'audience), deuxième derrière le match "France-Nouvelle-Zélande" de la Coupe d'automne des nations (France 2)[96]
- Tournage : du 13 octobre au 14 novembre 2020

4.50 Meurtres sur les îles du Frioul
- Date de diffusion :
  -  Suisse : 28 octobre 2021 sur RTS 1
  -  Belgique : 9 décembre 2021 sur La Une
  -  France : 12 mars 2022 sur France 3
- Synopsis : Un célèbre éditeur marseillais accueille un événement culturel dédié à Alexandre Dumas père sur les îles du Frioul, avec une pièce basée sur Le Comte de Monte-Cristo comme clou de la journée. Au milieu du spectacle, le corps sans vie de l’éditeur est retrouvé, sur scène, dans le sac où devait se trouvé un mannequin représentant l'abbé Faria. De plus, un manuscrit signé de la main Alexandre Dumas disparait pendant les investigations immédiate de la police.
- Acteurs principaux :
  - Francis Huster : Pierre Mariani
  - Jeremy Banster : Victor Mariani
  - Myra Bitout : Yasmine Cherfaoui
  - Diane Robert : commissaire Anne Brémond
- Audience :  France : 4,664 millions de téléspectateurs (première diffusion) (23,9 % de part d'audience), premier devant The Voice (TF1)[97]
- Tournage : du 28 janvier au 21 février 2021 à Marseille, notamment sur les Îles du Frioul

5.51 Meurtres à Blois
- Date de diffusion :
  -  Suisse : 21 octobre 2021 sur RTS 1
  -  Belgique : 28 novembre 2021 sur La Une
  -  France : 1er janvier 2022 sur France 3
- Synopsis : Lors d'une reconstitution historique au Château de Blois, le duc de Guise, Arthur, âgé de 20 ans, est accusé du meurtre d'Henri III, l'industriel du groupe pharmaceutique Bellion. Alice Deschamps, capitaine de police et belle-mère d'Arthur, et Denis Frécant, commandant de police à Blois et père d'Arthur, donc l'ex-mari d'Alice, vont tenter de l'innocenter.
- Acteurs principaux :
  - Anne Charrier : Alice Deschamps
  - Olivier Marchal : Denis Frécant
- Audience :  France : 5,28 millions de téléspectateurs (première diffusion) (25,3 % de part d'audience), premier devant N'oubliez pas les paroles ! : Le tournoi des maestros (France 2)[98]
- Tournage : 23 février au 19 mars 2021

6.52 Meurtres à Marie-Galante
- Date de diffusion :
  -  Belgique : 31 octobre 2021 sur La Une
  -  Suisse : 4 novembre 2021 sur RTS 1
  -  France : 6 novembre 2021 sur France 3
- Synopsis : À Marie-Galante, le corps de Roméo, un éducateur spécialisé, est retrouvé noyé dans la mare au Punch. Ophélie Villedieu, qui dirige l'antenne locale de la police aux frontières, doit faire équipe avec le commandant au SRPJ de Versailles.
- Acteurs principaux :
  - Anne Caillon : Ophélie Villedieu
  - Pascal Légitimus : Léo
  - Firmine Richard : Man Nice
  - France Zobda : Soizic
- Audience :  France : 4,397 millions de téléspectateurs (première diffusion) (21,4 % de part d'audience), premier devant le match "France-Argentine" de la Coupe d'automne des nations (France 2)[99]
- Tournage : du 5 au 29 mai 2021 à Marie-Galante[100]

7.53 Meurtres au Mont Saint-Michel
- Date de diffusion :
  -  Belgique : 8 janvier 2022 sur La Une
  -  Suisse : 11 janvier 2022 sur RTS 1
  -  France : 15 janvier 2022 sur France 3
- Synopsis : Un homme est retrouvé mort dans un cimetière, après être allé voir la veille au soir le Père Florentin, un prêtre exorciste du Mont Saint-Michel, car il est persuadé être possédé par le diable. L'enquête est menée par le capitaine Sophie Maliquot et le lieutenant Nathan Revel.
- Acteurs principaux :
  - Anthony Delon : Père Alexandre Florentin
  - Juliet Lemonnier : Capitaine Sophie Maliquot
  - Benoît Michel : Lieutenant Nathan Revel
- Audience :  France : 5,050 millions de téléspectateurs (première diffusion) (25,3 % de part d'audience), premier devant Le Grand Concours des animateurs (TF1)[102]
- Tournage : du 31 mai au 29 juin 2021 en Normandie, notamment au Mont Saint-Michel[103]

8.54 Meurtres à Porquerolles
- Date de diffusion :
  -  Belgique : 20 mars 2022 sur La Une
  -  Suisse : 29 avril 2022 sur RTS 1
  -  France : 7 mai 2022 sur France 3
- Synopsis : Le corps sans vie d'Élisabeth Carlson, 60 ans, est retrouvé sur la plage de l'Alycastre à Porquerolles. Arnaud Taillard s'occupe de l'enquête avec Charlie Landowski, une fantasque commandant de police fraîchement mutée de Seine-Saint-Denis.
- Acteurs principaux :
  - Charlie Bruneau : Charlie Landowski
  - François Vincentelli : Arnaud Taillard
- Audience :  France : 4,831 millions de téléspectateurs (première diffusion) (24,2 % de part d'audience), premier devant la finale de la Coupe de France de football (France 2)[104]
- Tournage : du 4 au 29 octobre 2021[105]

9.55  Meurtres à Figeac
- Date de diffusion :
  -  Belgique : 27 mars 2022 sur La Une
  -  France : 18 juin 2022 sur France 3
  -  Suisse :
- Synopsis : Manon, lieutenant de gendarmerie, revient brièvement à Figeac un an après la mort de son mari. Elle retrouve sa belle-famille pour commémorer la mémoire du défunt mais les retrouvailles sont compliquées. Certains semblent lui reprocher d'être partie du village. Le même jour, le corps de Monique Neyrolles, cheffe d'une famille de propriétaires terriens, est retrouvé momifié dans la cour du musée Champollion. Manon se rend sur les lieux du crime en compagnie d'Olivier, son beau-frère gendarme.
- Acteurs principaux :
  - Samira Lachhab : Manon
  - Stéphane Plaza : Olivier
- Audience :  France : 4,289 millions de téléspectateurs (première diffusion) (27,0 % de part d'audience), premier devant 30 ans d'émissions cultes (TF1)[106]
- Tournage : du 5 au 27 octobre 2021[107],[108]

10.56 Meurtres à Amiens
- Date de diffusion :
  -  Belgique : 19 avril 2022 sur La Une
  -  France : 3 septembre 2022 sur France 3
  -  Suisse :
- Synopsis : Au sein des hortillonnages d'Amiens, à l'intérieur d'une nacelle de manège, le corps sans vie de Charlotte Jelenski est découvert, victime d'un coup de feu à l'abdomen. Qui aurait pu s'en prendre à cette jeune femme sans histoire, qui menait un ambitieux projet de parc d'attractions sur le thème de l'oeuvre de Jules Verne ? Le capitaine Louis Monet et sa nouvelle adjointe, Léa Barnier, de vingt ans sa cadette, se lancent sur l'affaire
- Acteurs principaux :
  - Joyce Bibring : Léa Barnier
  - Grégoire Bonnet : Louis Monet
- Audience :  France : 4,771 millions de téléspectateurs (première diffusion) (26,8 % de part d'audience), premier devant The Voice Kids (TF1)[109]
- Tournage : du 17 novembre au 14 décembre 2021 à Amiens et au Crotoy

11.57 Meurtres à Nancy
- Date de diffusion :
  -  Suisse : 10 octobre 2022 sur RTS 2
  -  Belgique : 11 octobre 2022 sur La Une
  -  France : 15 octobre 2022 sur France 3
- Synopsis : À Nancy, au cours d'une vente aux enchères Art nouveau, le corps d'une femme est découvert, logé dans un meuble Eugène Vallin avec l'inscription ensanglantée « Guenoche », synonyme de sorcière en vieux français. Le capitaine de police Laurence Weber et le lieutenant Chloé Guérin, sa belle-fille, mènent l'enquête.
- Acteurs principaux :
  - Cristiana Reali : Laurence Weber
  - Fabrice Deville : Stéphane Bernier
- Acteur secondaire :
  - Constance Dollé : Procureure Béatrice Challe
  - Jérome Anthony : Légiste
- Audience :  France : 5,063 millions de téléspectateurs (première diffusion) (25,2 % de part d'audience), premier devant Star Academy (TF1)[110]
- Tournage : du 26 avril au 24 mai 2022 à Nancy[111]

12.58 Meurtres en Champagne
- Date de diffusion :
  -  Belgique : 13 novembre 2022 sur La Une
  -  Suisse : 2 décembre 2022 sur RTS 1
  -  France : 4 février 2023 sur France 3
- Synopsis : Lors des célébrations du centenaire de sa maison de champagne, madame veuve Dupaquier quitte la cérémonie pour se rendre à un rendez-vous dans ses caves. La guide retrouve son corps sous un amas de pierre, où seul le visage portant un masque de craie est visible. La victime a été étranglée. Sofia Guérini et Matthieu Delorme sont chargés des investigations. Afin de résoudre cette affaire, le substitut du procureur autorise l'aide de Bastien Keller, un géologue spécialiste des crayères, en détention provisoire pour avoir enfreint son contrôle judiciaire. Ce soutien ne semble pas ravir le capitaine.
- Acteurs principaux :
  - Samira Lachhab : Sofia Guérini, capitaine de gendarmerie
  - Stéphane Blancafort : Bastien Keller
  - Yaniss Lespert : Matthieu Delorme
  - Pierre Hancisse : substitut Vidal
- Audience :  France : 4,8 millions de téléspectateurs (première diffusion) (25,5 % de part d'audience), premier devant Ninja Warrior (TF1)[112]
- Tournage : du 19 avril au 4 mai 2022 en Champagne, notamment à Reims, Épernay et Châlons-en-Champagne[113]

13.59 Meurtres à Pont-Aven
- Date de diffusion :
  -  Belgique : 11 décembre 2022 sur La Une
  -  Suisse : 17 mars 2023 sur RTS 1
  -  France : 18 mars 2023 sur France 3
- Synopsis : Suzanne Saroc, artiste peintre, a été brûlée vive dans son atelier. Vingt ans plus tard, ce drame va resurgir à l'occasion des homicides de deux galeristes dans la même ville. L'enquête est menée par Marion, la fille de Suzanne, qui était enfant lors de la disparition de sa mère, et par Antoine Le Mezec qui était à la tête des investigations à l'époque.
- Acteurs principaux :
  - Alexandre Brasseur : Antoine Le Mezec
  - Astrid Roos : Marion Darosa
  - Stéphane Freiss : Sébastien Darosa, le père de Marion, médecin légiste
  - Michel Voïta : le galeriste Paul Dumoriez
- Audience :  France : 4,825 millions de téléspectateurs (première diffusion) (26 % de part d'audience), premier devant The Voice (TF1)[114]
- Tournage : du 30 mai au 24 juin 2022 à Pont-Aven, Concarneau

### Dixième saison (2022-2023)
1.60 Nouveaux Meurtres à Saint-Malo
- Date de diffusion :
  -  Suisse : 28 mars 2023 sur RTS 1
  -  Belgique : 31 mars 2023 sur La Une
  -  29 avril 2023 sur France 3
- Synopsis :
- Acteurs principaux :
  - Louise Monot : Gwenaëlle Garrec
  - Bruno Solo : Éric Vautier
- Audience :  France : 4,62 millions de téléspectateurs (première diffusion) (22,5 % de part d'audience), deuxième derrière la finale de la Coupe de France de football (France 2)[115]
- Tournage : le tournage était initialement prévu en septembre 2022[116],[117]. Le 27 septembre 2022, Anne Holmes, directrice des programmes de France Télévisions a déclaré que le tournage était au stade de l'écriture et qu'il y aura un second couple d'enquêteurs, mais que les comédiens n'étaient pas encore choisis[118]. Le tournage a finalement lieu du 16 novembre au 16 décembre 2022[119],[120] à Saint-Malo (plage du Sillon, ruelles de la vieille ville, bureau du maire…), au château de la Ballue et dans la Forêt du Mesnil, en particulier à la Maison des Fées[121].

2.61 Meurtres en Béarn
- Date de diffusion :
  -  Belgique : 19 février 2023 sur La Une
  -  Suisse : 27 février 2023 sur RTS 2
  -  France : 4 mars 2023 sur France 3
- Synopsis : L'épouse d'un notable est retrouvée noyée, habillée en reine du Moyen Âge, ce qui rappelle la légende de la reine Sancie ayant subi l'ordalie (jugement de Dieu) sous ce pont, le Pont de la Légende. Les rapports entre les deux enquêtrices sont très tendus, car elles sont les mères des deux conjoints d'un couple en train de divorcer.
- Acteurs principaux :
  - Catherine Marchal : Héloïse Servat
  - Isabel Otero : Jeanne Laborde
- Audience :  France : 4,417 millions de téléspectateurs (première diffusion) (22,2 % de part d'audience), premier devant The Voice (TF1)[122]
- Tournage : du 26 septembre au 21 octobre 2022 dans le Béarn, notamment à Pau, Sauveterre-de-Béarn, Oloron et dans la vallée d'Ossau[123]

3.62 Meurtres sur la Côte Fleurie
- Date de diffusion :
  -  Suisse : 15 août 2023 sur RTS 1
  -  Belgique : 29 octobre 2023 sur La Une
  -  France : 23 décembre 2023 sur France 3
- Synopsis : Un ancien employé du casino est assassiné. C'est Clément Royan qui est chargé de l'enquête, mais c'est le petit-fils de Denise Royan, directrice du casino. Il devra renouer avec sa famille, dont il s'était éloigné après être entré dans la police, et collaborer avec une enquêtrice, Anna Kareski, pour laquelle il éprouverait toujours des sentiments, bien que cette dernière ne se soit pas présentée le jour de leur mariage.
- Acteurs principaux :
  - Marie-Christine Barrault : Denise Royan
  - Nicolas Gob : Clément Royan
  - Flore Bonaventura : Anna Kareski
- Audience :  France : 4,148 millions de téléspectateurs (première diffusion) (21,6 % de part d'audience), premier devant Star Academy (TF1)[124]
- Tournage : du 29 septembre au 27 octobre 2022 en Normandie et dans les Hauts-de-France

4.63 Meurtres à Chantilly
- Date de diffusion :
  -  Belgique : 23 avril 2023 sur La Une
  -  Suisse : 2 mai 2023 sur RTS 1
  -  France : 2 septembre 2023 sur France 3
- Synopsis : Le corps d'une jeune écuyère est trouvé dans le théâtre équestre du château de Chantilly. Cela fait ressortir une légende liée à Louise de Budos. La tâche des deux enquêteurs, Antoine et Juliette, est compliqué par le fait qu'ils sont en pleine procédure de divorce, et qu'Antoine essaye de reconquérir Juliette, qui a refait sa vie.
- Acteurs principaux :
  - Élodie Frenck : Juliette Delambre
  - Bruno Todeschini : Antoine Mercier
  - Hippolyte Girardot : Pierre Demezières
  - Nathalie Richard : Nicole Claden
- Audience :  France : 4,48 millions de téléspectateurs (première diffusion) (26,3 % de part d'audience), premier devant Fort Boyard (France 2)[125]
- Tournage : du 18 octobre au 18 novembre 2022 à Chantilly et à Lille[126]

5.64 Meurtres à Font-Romeu
- Date de diffusion :
  -  Suisse : 2 janvier 2024 sur RTS 1
  -  Belgique : 10 septembre 2023 sur La Une
  -  France : 23 septembre 2023 sur France 3
- Synopsis : La petite ville de Font-Romeu est sous le choc. Le père Baptiste vient d'être retrouvé assassiné dans le célèbre Ermitage, non loin du Centre national d'entraînement en altitude. L'enquête mène les gendarmes à s'intéresser à Christine, sa directrice.
- Acteurs principaux :
  - Béatrice de La Boulaye : Julie Delpech
  - Stéphane Henon : Thomas Errelbaz
- Audience :  France : 4,26 millions de téléspectateurs (première diffusion) (21,5 % de part d'audience), deuxième derrière Afrique du Sud - Irlande, Coupe du Monde Rugby 2023 (TF1)[127]
- Tournage : du 28 novembre au 24 décembre 2022 dans la région Occitanie[128].

6.65 Meurtres dans les gorges du Verdon
- Date de diffusion :
  -  Belgique : 11 juin 2023 sur La Une
  -  Suisse :
  -  France : 24 juin 2023 sur France 3
- Synopsis : Dans les gorges du Verdon, le major Thierry Rouvier, proche de la retraite, et le jeune capitaine Elie Zakine sont amenés à collaborer sur le meurtre d'un homme de 78 ans, retrouvé sur le barrage de Castillon. Ils sont bientôt rejoints par Chloé Delage, une psychocriminologue de la gendarmerie et qui n'est autre que la fille du major Rouvier. Un hasard qui ne fait pas forcément bien les choses, car Thierry et elle ont une relation familiale compliquée.
- Acteurs principaux :
  - Bruno Wolkowitch : Thierry Rouvier
  - Barbara Probst : Chloé
  - Gary Mihaileanu : Elie Zakine
  - Michel Jonasz : Constantin Ravel
  - Cécilia Hornus : Marie Vogel
  - Jonathan Cardonnel, Florence Hautier, Julie Basecqz
- Audience :  France : 4,350 millions de téléspectateurs (première diffusion) (30,0 % de part d'audience), premier devant 30 ans d’émissions cultes (TF1)[129]
- Tournage : du 15 novembre au 12 décembre 2022 dans les gorges du Verdon, Marseille, Aubagne et la région.

7.66 Meurtres dans le Cantal
- Date de diffusion :
  -  Suisse : 13 octobre 2023 sur RTS 1
  -  Belgique : 28 mai 2023 sur La Une
  -  France : 2 décembre 2023 sur France 3
- Synopsis : Cézallier, Cantal, années 2020 : les capitaines de gendarmerie Dussaut et Waro, couple à la ville brisé par la mort un an plus tôt de leur fils, enquêtent sur la mort par empoisonnement du restaurateur réputé Yann Privat, dont le corps gît au bord du lac. L'homme magouillait dans les affaires, semble être respecté mais peu apprécié et les suspects ne manquent pas. La mort semble liée à la légende cantalienne du Drac, un lutin maléfique....
- Acteurs principaux :
  - Joséphine Jobert : Sarah Waro
  - Alexandre Varga : Frédéric Dussaut
- Audience :  France : 4,93 millions de téléspectateurs (première diffusion) (25,5 % de part d'audience), premier devant 100% logique (France 2)[130]
- Tournage : du 21 novembre au 16 décembre 2022, dans le Cantal, notamment à Murat, Albepierre-Bredons, Allanche, Neussargues en Pinatelle (les scènes de la gendarmerie ont été tournées dans les bureaux de la gare). Prévu au printemps 2023, le tournage a été avancé, un créneau s'étant libéré plus tôt, obligeant à modifier le scénario pour inclure des scènes hivernales, et compliquant la production en raison des changements de lumière. Le tournage en conditions hivernales a été très éprouvant, avec une température de -9° lors de la première scène d'explication entre les deux personnages principaux sur la route forestière[131].

8.67 Meurtres en Guadeloupe
- Date de diffusion :
  -  Suisse : 24 novembre 2023 sur RTS 1
  -  Belgique : 8 octobre 2023 sur La Une
  -  France : 25 novembre 2023 sur France 3
- Synopsis : À la suite du meurtre d'un important industriel, l'enquête est confiée à Télumée Magloire qui est de retour au pays. Elle doit collaborer avec un policier retraité : Jean-Baptiste Lonteau, qui a une très bonne connaissance du terrain. La maîtresse de l'industriel est également tuée.
- Acteurs principaux :
  - Bernard Yerlès : Jean-Baptiste Lonteau
  - Clair Jaz : Télumée Magloire
  - Marie-Christine Barrault : Violette Rivière
  - Shirley Bousquet : Geneviève Rivière
  - France Zobda : Marie-Agnès Dragouvin
  - Océane Gomez : Emma Rivière
- Audience :  France : 3,99 millions de téléspectateurs (première diffusion) (20,4 % de part d'audience), premier devant 100% logique (France 2)[132]
- Tournage : du 21 novembre au 16 décembre 2022 en Guadeloupe

9.68 Meurtres aux îles de Lérins
- Date de diffusion :
  -  Suisse : 29 août 2023 sur RTS 1
  -  Belgique : 24 septembre 2023 sur La Une
  -  France : 1er juin 2024 sur France 3
- Synopsis : Deux sœurs, qui ne sont plus revues depuis l'enterrement de leur mère, enquêtent sur la mort d'un producteur, retrouvé mort sur le tournage d'un film sur le masque de fer.
- Acteurs principaux :
  - Ophélia Kolb : Laure Castaldi
  - Patrick Rocca : Christophe Beaumont
  - Pauline Bression : Manon Castaldi
- Audience :  France : 3,81 millions de téléspectateurs (première diffusion) (20,4 % de part d'audience), deuxième derrière la finale de la Ligue des champions de l'UEFA 2023-2024 (TF1)[133]
- Tournage : du 4 janvier au 1er février 2023, notamment à Cannes, sur l'île Sainte-Marguerite et dans l'Esterel[134],[135]

10.69 Meurtres à Bayeux
- Date de diffusion :
  -  Suisse : 21 novembre 2023 sur RTS 1
  -  Belgique : 17 décembre 2023 sur La Une
  -  France : 24 février 2024 sur France 3
- Synopsis : Un lord anglais est retrouvé une flèche plantée dans l’œil, ce qui rappelle la tapisserie de Bayeux, qui date du Moyen Âge. Lors de l'enquête qu'elle mène, Clara Leprince devra renouer avec sa sœur dentellière et rouvrir l'enquête sur la mort de sa mère.
- Acteurs principaux :
  - Sara Mortensen : Clara Leprince
  - Idir Chender : Vincent Clerc
  - Camille Claris : Mathilde
- Audience :  France : 3,947 millions de téléspectateurs (première diffusion) (21,2 % de part d'audience), premier devant The Voice (TF1)[136]
- Tournage : du 9 mars au 6 avril 2023, notamment dans le Calvados à Bayeux[137],[138],[139] et à Aurigny dans les Îles Anglo-Normandes[140].

11.70 Le Fantôme des Saintes
- Date de diffusion :
  -  Suisse : 12 avril 2024 sur RTS 1
  -  Belgique :
  -  France : 19 octobre 2024 sur France 3
- Synopsis : Le corps de Caroline Boissaux, propriétaire de l'Hôtel Tourment d'Amour, est retrouvé en bas d'une falaise. Comme la légende de Caroline : une saintoise amoureuse du Chevalier de Fréminville qui par dépit amoureux, s'est jetée de la même falaise 200 ans plus tôt. L'enquête du capitaine Gaëlle Boissaux prend une tournure personnelle quand son amour de jeunesse, Ludovic Augustin, est mandaté sur l'île pour l'épauler.
- Acteurs principaux :
  - Anne Décis : Gaëlle Boissaux
  - Denis Maréchal : Ludovic Augustin
- Audience :  France : 4,16 millions de téléspectateurs (première diffusion) (23,9 % de part d'audience), premier devant Star Academy (TF1)[141]
- Tournage : du 29 mai au 23 juin 2023, en Guadeloupe[142],[143]

### Onzième saison (2023-2024)
1.71 Le Vent des sables (Meurtres aux Sables-d'Olonne)
- Date de diffusion :
  -  Belgique : 18 février 2024 sur La Une
  -  Suisse : 19 avril 2024 sur RTS 1
  -  France : 7 septembre 2024 sur France 3
- Synopsis : Aux Sables-d'Olonne, alors que le skipper Yannick Berthomé prépare la course du Vendée Globe, son sponsor Théodore Milard est retrouvé assassiné : il a été assommé, ligoté et jeté à la mer. L'enquête est confiée au capitaine Judith Kamara et au lieutenant Olivier Finet du SRPJ d'Angers. Quelque temps plus tard, Patrick Vernet, l'avocat de la société Milard, est retrouvé assassiné selon le même mode opératoire.
- Acteurs principaux :
  - Marie-Josée Croze : capitaine Judith Kamara
  - Tom Leeb : lieutenant Olivier Finet
- Audience :  France : 3,620 millions de téléspectateurs (première diffusion) (21,4 % de part d'audience), premier devant les Jeux paralympiques d'été de 2024 (France 2)[144].
- Tournage :  du 2 au 27 octobre 2023 aux Sables-d'Olonne[145].

2.72 Meurtres à Arles
- Date de diffusion :
  -  Belgique : 7 avril 2024 sur La Une
  -  France : 8 juin 2024 sur France 3
  -  Suisse : 7 juin 2024 sur RTS 1
- Synopsis : Les arènes d'Arles s'apprêtent à accueillir le couronnement d'Aline Garnier comme 25e reine d'Arles lorsque la calèche fait son entrée, sans la reine mais avec le corps ensanglanté de Julien Brunet, président du festival Spect'Arles et gérant de la plus grosse salinière de Camargue. La reine d'Arles, quant à elle, s'est volatilisée. La présentatrice du spectacle avait menacé de la dénoncer au début du spectacle car elle avait triché sur sa connaissance du parler provençal.
- Acteurs principaux :
  - Constance Gay : Sarah Cortes
  - François-David Cardonnel : commandant Lucas Pujol
  - Ilona Bachelier : Aline Garnier, la reine d'Arles
  - Stéphane Blancafort : Émile Garnier, père d'Aline
  - Vincent Winterhalter : Manuel Cortes, père de Sarah
- Audience :  France : 4,48 millions de téléspectateurs (première diffusion) (25,8 % de part d'audience), premier devant le concert de la Star Academy (TF1)[146].
- Tournage :  du 8 octobre au 2 novembre 2023 à Arles[147],[148].

3.73 Meurtres à Montauban
- Date de diffusion :
  -  Belgique : 24 mars 2024 sur La Une
  -  France : 14 septembre 2024 sur France 3
  -  Suisse : 7 juillet 2024 sur RTS 2
- Synopsis : Le propriétaire du club de rugby de Montauban est tué d'une balle en pleine tête durant le discours qu'il prononce lors de la fête des Quatre Cents Coups. Le curé dit avoir vu un carme déchaux monter dans le clocher de l'église. Le lieutenant Cyrielle Laborie doit enquêter avec un Parisien.
- Acteurs principaux :
  - Déborah Krey : lieutenant Cyrielle Laborie
  - Hubert Delattre : Martin Delacroix
  - Lionnel Astier : Jean Laborie
- Audience :  France : 4,09 millions de téléspectateurs (première diffusion) (23,2 % de part d'audience), premier devant Paris 2024 : Merci !, la grande soirée événement (France 2)[149].
- Tournage : du 9 octobre au 3 novembre 2023 à Montauban[150].

4.74 Meurtres à Meaux (Le Sceau du Secret)
- Date de diffusion :
  -  Belgique : 19 mai 2024 sur La Une
  -  France : 21 septembre 2024 sur France 3
  -  Suisse : 31 mai 2024 sur RTS 1
- Synopsis : Jean Christophe Bellon, notable local et président de l’Amicale Mémorielle de la Grande Guerre de Meaux, est assassiné lors de la reconstitution de la Première Bataille de la Marne qu’il a organisée. Le lieutenant Karine Lelièvre est chargée de l’enquête mais on lui adjoint le capitaine Isabelle Guercher, son ennemie jurée. Les deux femmes ont donc l’occasion de régler leurs comptes… jusqu’au moment où elles découvrent que la mort de Bellon est directement liée à leur passé commun.
- Acteurs principaux :
  - Carole Bianic : Karine Lelièvre
  - Julie Debazac : Isabelle Guercher
- Audience :  France : 4,25 millions de téléspectateurs (première diffusion) (25,2 % de part d'audience), deuxième derrière The Voice Kids (TF1)[151].
- Tournage : du 23 octobre au 17 novembre 2023 en Île-de-France, notamment à Meaux[152],[153]

5.75 Meurtres sur la Côte bleue
- Date de diffusion :
  -  Belgique : 31 mars 2024 sur La Une
  -  France : 12 octobre 2024 sur France 3
  -  Suisse : 21 juillet 2024 sur RTS 2
- Synopsis : Le corps d'un entrepreneur est retrouvé au pied d'un pont ferroviaire qui longe la Côte bleue. Chloé Soldani mène l'enquête avec Lino Perrin, qui fut un ami de son père.
- Acteurs principaux :
  - Garance Thénault : Chloé Soldani
  - Serge Riaboukine : Lino Perrin
  - Alexandra Vandernoot : Anouk
  - Jean-Pierre Foucault : Marc Valenci
  - Roby Schinasi : Diego Valenci
  - Nathalie Besançon : Ingrid
  - Charlie Joirkin, Sophie Garagnon, Stany Coppet, Nora Turell, Marie Pape, Basile Lacœuilhe
- Audience :  France : 4,60 millions de téléspectateurs (première diffusion) (23,9 % de part d'audience), premier devant 100% logique (France 2) et Star Academy (TF1)[154]
- Tournage : du 25 octobre au 21 novembre 2023 à Martigues et Carry-le-Rouet[155].

6.76 Meurtres en Arbois
- Date de diffusion :
  -  Belgique : 2 juin 2024 sur La Une
  -  France : 5 octobre 2024 sur France 3
  -  Suisse :
- Synopsis : Le corps d'un célèbre biologiste retraité est découvert dans la Maison Pasteur. L'autopsie révèle qu'il est décédé de la rage. L'enquête est confiée au capitaine de gendarmerie Hugo Villermoz et à la substitute du procureur Julie Dorléac.
- Acteurs principaux :
  - Samir Boitard : capitaine Hugo Villermoz
  - Sophie de Fürst : substitute du procureur Julie Dorléac
  - Charlotte Gaccio : brigadière Agathe Santoni
  - Lionnel Astier : Robert Villermoz
- Audience :  France : 4,67 millions de téléspectateurs (première diffusion) (25,9 % de part d'audience), premier devant 100% logique (France 2)[156]
- Tournage : du 20 novembre au 15 décembre 2023 dans le Jura, notamment à Arbois, Lons-le-Saunier, Poligny, la cascade du Bief de la Ruine, aux vignes Gallardon et au domaine Bailly[157],[158],[159].
- Erreur durant le tournage : Incohérence dans les grades, les brigadiers Farge et Santoni portent des galons d'adjudant (galon noir, barrette or, liseré rouge) et non pas ceux de brigadier (galon bleu, chevron bleu clair)[160]

7.77 Meurtres à Nîmes (d)
- Date de diffusion :
  -  Belgique :
  -  France : 26 octobre 2024 sur France 3
  -  Suisse :
- Synopsis : Un corps sans vie en costume de gladiateur est retrouvé au pied de la Tour Magne, avec un glaive enfoncé dans le ventre. Le capitaine de gendarmerie Béatrice Pernetti va bientôt partir à la retraite, sa remplaçante Alix Madrigal est déjà arrivée de Paris. Elle vont devoir collaborer sur l'enquête malgré une relation tendue.
- Acteurs principaux : 
  - Tiphaine Daviot : Alix Madrigal
  - Juliette Plumecocq-Mech : Béatrice Pernetti
  - Myriam Bourguignon : Victoria Dorival
- Audience :  France : 4,44 millions de téléspectateurs (première diffusion) (23,2 % de part d'audience), premier devant 100% logique (France 2)[161].
- Tournage : du 26 février au 28 mars 2024 en Occitanie, notamment à Nîmes[162]

8.78 Meurtres au Puy-en-Velay (d)
- Date de diffusion :
  -  Belgique : 22 septembre 2024 sur La Une
  -  France : 28 décembre 2024 sur France 3
  -  Suisse :
- Synopsis : Au Puy-en-Velay, le lieutenant Marion Cazale, 30 ans, se rend en pleine nuit à la « Pierre des Fièvres » pour faire un vœu et y découvre le cadavre d'une jeune femme. Elle est allongée, comme endormie. Même le légiste après autopsie ne sait quelle est la cause de sa mort.
- Acteurs principaux :
  - Gaëlle Bona : Marion Cazale
  - Thomas Jouannet : Martin Jimenez
- Audience :  France : 4,85 millions de téléspectateurs (première diffusion) (25,4 % de part d'audience), premier devant Star Academy (TF1)[163].
- Tournage : du 12 mars au 5 avril 2024 dans le bassin du Puy-en-Velay, notamment au Puy-en-Velay, à Aiguilhe et sur le chemin de Saint-Jacques-de-Compostelle[164],[165],[166],[167].

9.79 Meurtres à Château-Thierry (Fables mortelles)
- Date de diffusion :
  -  Belgique : 8 décembre 2024 sur La Une
  -  France : 21 décembre 2024 sur France 3
  -  Suisse : 4 octobre 2024 sur RTS 1
- Synopsis : Un meurtrier semble suivre une fable de Jean de La Fontaine. La fille illégitime de la victime et son fils prodigue doivent mener l'enquête de concert malgré leurs différends.
- Acteurs principaux :
  - Elsa Lunghini : capitaine Laetitia Alfonsi
  - Clément Manuel : Thibault Menard
- Audience :  France : 4,67 millions de téléspectateurs (première diffusion) (23,9 % de part d'audience), premier devant 100% logique (France 2)[168].
- Tournage : du 22 avril au 15 juin 2024 dans le département de l'Aisne, notamment à Château-Thierry

10.80 Meurtres à Saint-Martin
- Date de diffusion :
  -  Belgique : 10 décembre 2024 sur La Une
  -  France :
  -  Suisse :
- Synopsis : Un duo d'enquêteurs français et néerlandais doit collaborer après la découverte du corps d'un ancien des forces spéciales néerlandaises sur une plage de l'île Tintamarre entre deux territoires, le premier régi par la France et le second par les Pays-Bas.
- Acteurs principaux :
  - Fabrice Deville : capitaine Tom Firmain
  - Aude Legastelois : inspectrice Merlene Van de Voort
  - Yannig Samot : sous-préfet Tolbiac
  - Philippe Caroit : médecin légiste Pasteur
- Audience :
- Tournage : du 3 au 27 juin 2024

11.81 Meurtres à Tournai
- Date de diffusion :
  -  Belgique : 19 décembre 2024 sur La Une
  -  France : 1er février 2025 sur France 3
  -  Suisse :
- Synopsis : Après la découverte d'un bras de femme tatoué d'une abeille dans l'Escaut, près du Pont des Trous à Tournai, Mathilde et Vincent enquêtent dans le milieu des bateliers de l'Escaut.
- Acteurs principaux :
  - Alexia Depicker : Mathilde Smets
  - David Kammenos : Vincent Ranier
- Audience :  France : 3,93 millions de téléspectateurs (première diffusion) (21,6 % de part d'audience), deuxième derrière Star Academy (TF1)[169].
- Tournage : du 27 juin au 23 juillet 2024[170]

12.82 Meurtres à Honfleur
- Date de diffusion :
  -  Belgique : 9 janvier 2025 sur La Une
  -  France : 18 janvier 2025 sur France 3
  -  Suisse :
- Synopsis : Un corps dans une housse en plastique est trouvé dans le port de Honfleur. Ce meurtre semble faire référence à la légende d'Arlequin, liée à Honfleur.
- Acteurs principaux :
  - Hélène Seuzaret : Justine Leroy
  - Bernard Farcy : Paul Mesnil
- Audience :  France : 4,52 millions de téléspectateurs (première diffusion) (24,3 % de part d'audience), premier devant The Floor, à la conquête du sol (France 2)[171].
- Tournage : de septembre au 15 octobre 2024[172]

### Douzième saison (2024-2025)
1.83 Meurtres à Chartres
- Date de diffusion :
  -  Belgique : 9 février 2025 sur La Une
  -  France : 14 juin 2025 sur France 3
  -  Suisse :  23 mai 2025 sur RTS 1
- Synopsis : Alors qu'un mariage doit avoir lieu, le corps d'un des témoins est trouvé dans la crypte de la cathédrale de Chartres. Un couple de capitaines de police est chargé de l'enquête. Ils sont en concurrence pour le poste de commissaire. Une légende sur la Vierge Marie vient se mêler à l'enquête.
- Acteurs principaux :
  - Gil Alma : Pierre Templard
  - Alexia Barlier : Victoire Templard
- Audience :  France : 4,06 millions de téléspectateurs (première diffusion) (27,7 % de part d'audience), premier devant Dernier cercle (TF1)[173].
- Tournage : du 16 septembre au 11 octobre 2024, notamment à Chartres, à Maintenon et au Château de Châteaudun[174].

2.84 Meurtres en Pays catalan
- Date de diffusion :
  -  Belgique : 16 mars 2025 sur La Une
  -  France :
  -  Suisse :
- Synopsis : une femme est trouvée morte entourée de serpents dans une grotte. Lionel Orphus va enquêter avec Eléonore Vallance, son amour de jeunesse. Un deuxième meurtre est découvert dans les mêmes circonstances.
- Acteurs principaux :
  - Barbara Cabrita : Eléonore Vallance
  - Quentin Faure : Lionel Orphus
- Audience :
- Tournage : du 2 au 29 octobre 2024 en Occitanie, notamment à Toulouse, Perpignan, Cerbère, Prades, Opoul-Périllos et au Canet-en-Roussillon[175],[176].

3.85 Meurtres en dentelles
- Date de diffusion :
  -  Belgique : 9 mars 2025 sur La Une
  -  France : 19 avril 2025 sur France 3
  -  Suisse : 11 avril 2025 sur RTS 1

- Synopsis : Dans le Nord, la ville de Caudry fait peu parler d'elle, bien qu'elle soit le berceau d'une dentelle qui s'exporte dans le monde entier. C'est donc la stupéfaction lorsque Marie BALETTE (Charlotte POUTREL), héritière d'une maison prestigieuse de fabrication de dentelles, est retrouvée morte juste avant le défilé. Qui a bien pu l'assassiner, dans cette ville en apparence si paisible? L'affaire, délicate car tout le monde à Caudry se connaît, est confiée au Capitaine de Gendarmerie Antoine DUPRAT ( Jean-Marc BARR). Il doit faire équipe avec une jeune enquêtrice tout juste arrivée à Lille, Lola (Camille AGUILAR), qui n'set d'autre que sa fille! Comment les deux vont-t-ils jongler entre vie professionnelle et vie privée? Antoine arrivera-t-il à ne pas être trop paternaliste avec Lola? Si le père et la fille sont d'abord heureux de se retrouver, ils vont vite s'opposer sur leur façon de mener l'enquête...

- Acteurs principaux :
  - Camille Aguilar : Lola Duprat
  - Jean-Marc Barr : Antoine Duprat
- Audience :   France : 4,036 millions de téléspectateurs (première diffusion) (23,5 % de part d'audience), premier devant The Voice (TF1)[177].
- Tournage : du 25 septembre au 18 octobre 2024 en dans les Hauts-de-France, notamment à Saint-Hilaire-lez-Cambrai, Caudry et au Cateau-Cambrésis[178],[179].

4.86 Meurtres aux Marquises
- Dates de diffusion : 
  -  Belgique : 30 mars 2025 sur La Une
  -  France : 3 mai 2025 sur France 3
  -  Suisse : 18 avril 2025 sur RTS 1

- Synopsis : Marquée par un drame qui l'a conduite à prendre du recul sur son métier de policière, Alba De Brucker a quitté Paris pour venir se ressourcer à l'autre bout du monde, sur les îles Marquises, où vit sa meilleure amie Heiani, qui doit épouser le beau Kohu. Le matin de la cérémonie, Heiani est découverte assassinée sur la plage, vêtue de sa robe de mariée, un "tapa" (une pièce de tissus) marquisien enfoncé dans la gorge. Une arme de crime étonnante, qui porte des inscriptions mystérieuses. Alors qu'elle souhaitait prendre du recul, Alba reprend du service et enquête aux côtés de Teiki Bouchared, chef de la Gendarmerie locale, qui n'a pas franchement envie de faire enquête avec elle... Ensemble, ils devront mettre la main sur l'assassin avant qu'ile ne fasse une autre victime dans cet archipel paradisiaque.

- Acteurs principaux :
  - Sara Mortensen : Alba De Brucker
  - Medi Sadoun : Teiki Bouchareb
  - Vincent Terorotua  :  Kal Bouchared

- Audience :   France : 4,191 millions de téléspectateurs (première diffusion) (24,1 % de part d'audience), premier devant la finale de The Voice (TF1)[180].
- Tournage : du 7 octobre au 1er novembre 2024 sur les îles de Nuku Hiva et Hiva Oa[181],[182].

5.87 Meurtres en Périgord vert
- Date de diffusion :
  -  Belgique : 27 avril 2025 sur La Une
  -  France :
  -  Suisse :

- Synopsis : Un gendarme et une jeune policière enquêtent sur une séie de meurtre évoquant une ancienne légende.

- Acteurs principaux :
  - Andréa Furet : Emma Lambert
  - Adrien Rob : Sacha Besson
- Audience :
- Tournage : du 14 octobre au 8 novembre 2024, dans le Périgord, notamment à Périgueux, Saint-Jean-de-Côle, Savignac-Lédrier, Saint-Pardoux-la-Rivière, Nontron et Tourtoirac[183],[184].

6.88 Meurtres à Douai
- Date de diffusion :
  -  Belgique : 6 avril 2025 sur La Une
  -  France :
  -  Suisse : 6 juin 2025 sur RTS 1

- Synopsis : La capitaine Clara Baudran et Jérôme Santerre, ancien prêtre devenu enquêteur, qui se sont aimés dans leur jeunesse, enquêtent sur un crime dont certains éléments font penser aux procès de l'Inquisition.

- Acteurs principaux :
  - Sonia Rolland : Clara Baudran
  - Nicolas Bridet : Jérôme Santerre
- Audience :
- Tournage : du 14 octobre au 12 novembre 2024, dans les Hauts-de-France, à Douai, Tournai, Roubaix, Lille, Lambersart et Armentières[185],[186].

7.89 Meurtres en Balagne
- Date de diffusion :
  -  Belgique :
  -  France :
  -  Suisse :
- Synopsis :
- Acteurs principaux :
  - Anne Suarez : Emma Colonna
  - Clément Moreau : Christophe Lemestre
- Audience :
- Tournage : du 18 novembre au 12 décembre 2024 en Balagne (Corse)[187].

8.90 Meurtres à Mont-de-Marsan
- Date de diffusion :
  -  Belgique :
  -  France :
  -  Suisse :
- Synopsis :
- Acteurs principaux :
  - Cécile Rebboah : Soline Plassin
  - Isabelle Gélinas : Aurore Plassin
- Audience :
- Tournage : du 13 février au 12 mars 2025 à Mont-de-Marsan, Saint-Sever et alentours[188].

9.91 Meurtres à Millau
- Date de diffusion :
  -  Belgique :
  -  France :
  -  Suisse :
- Synopsis :
- Acteurs principaux :
  - Jean-Pierre Darroussin : Adrien Nerval
  - Élodie Frégé : Alice Nerval
- Audience :
- Tournage : du 17 février au 14 mars 2025 en Occitanie, notamment à Millau, Montpellier, Sainte-Enimie, Viols-en-Laval et Villeveyrac[189].

10.92 Meurtres à Concarneau
- Date de diffusion :
  -  Belgique :
  -  France :
  -  Suisse :
- Synopsis :
- Acteurs principaux :
  - Guillaume Arnault : Gabriel Rivière
  - Raphaëlle Agogué : Magali Morvan
- Audience :
- Tournage : du 24 mars au 18 avril 2025 à Concarneau et ses alentours[190],[191].

11.93 Meurtres à Bussang
- Date de diffusion :
  -  Belgique :
  -  France :
  -  Suisse :
- Synopsis :
- Acteurs principaux :
  - Selma Kouchy : Naima Stentz
  - Pierre-François Martin-Laval : Olivier Sonzogni
- Audience :
- Tournage : du 31 mars au 25 avril 2025 dans le Massif des Vosges, notamment à Bussang, Saint-Maurice-sur-Moselle, Thiéfosse et au Drumont[192],[193].

### Treizième saison (2025-2026)
Sont notamment prévus :
1. Meurtres à Charleville-Mézières
2. Meurtres à Étretat
3. Meurtres en porcelaine
4. Meurtres à Épinal

## Hors-série
Beaucoup de ces épisodes sont repris avec le *titre initial ou un **autre titre dans la collection Meurtres à...) (Voir dans le Paragraphe "Tableau" les Colonnes "Autre Titre" et "DVD"

## Audience en France
Les épisodes du tableaux ci-dessous sont présentés dans l'ordre de diffusion sur France 3.

Les premières saisons du tableau ci-dessous sont données par le site officiel de France 3.

### Tableau
- Si vous ne connaissez pas le sujet, laissez ce bandeau (vous pouvez alors contacter les auteurs).
- Si vous supprimez le contenu mis en cause (vous pouvez préalablement contacter les auteurs),

argumentez précisément cette suppression dans la page de discussion
(un manque de référence n'est pas un argument ; une recherche réelle de référence doit avoir été effectuée, être formellement documentée).
| No épisode | Saison        | 1re diffusion France | Titre                              | Nb de téléspectateurs | Part d'audience | Rang | Interprète 1             | Interprète 2               | Autre titre                              | DVD |
| ---------- | ------------- | -------------------- | ---------------------------------- | --------------------- | --------------- | ---- | ------------------------ | -------------------------- | ---------------------------------------- | --- |
| 01         | 1             | 23 avril 2013        | Meurtres à Saint-Malo              | 4 770 000             | 17,8 %          | 2    | Louise Monot             | Bruno Solo                 |                                          | ✔️  |
| 02         | 1             | 5 avril 2014         | Meurtres au Pays basque            | 4 130 000             | 17,6 %          | 2    | Claire Borotra           | Antoine Duléry             |                                          | ✔️  |
| 03         | Hors Série 01 | 12 avril 2014        | La Disparue du Pyla                | 4 150 000             | 18,4 %          | 2    | Dounia Coesens           | Véronique Genest           | Meurtres au Pyla                         | ✔️  |
| 04         | 1             | 3 mai 2014           | Meurtres à Rocamadour              | 3 990 000             | 16,8 %          | 3    | Clémentine Célarié       | Grégori Derangère          |                                          | ✔️  |
| 05         | 1             | 24 mai 2014          | Meurtres à Rouen                   | 3 730 000             | 16,5 %          | 2    | Isabel Otero             | Frédéric Diefenthal        | Meurtres à l'Abbaye de Rouen             | ✔️  |
| 06         | 2             | 14 février 2015      | Meurtres à Guérande                | 3 970 000             | 17 %            | 2    | Claire Borotra           | Antoine Duléry             |                                          | ✔️  |
| 07         | 2             | 7 mars 2015          | Meurtres à l'île d'Yeu             | 3 910 000             | 16,9 %          | 2    | Anne Richard             | Bernard Yerlès             |                                          | ✔️  |
| 08         | 2             | 4 avril 2015         | Meurtres à Étretat                 | 4 070 000             | 17,9 %          | 2    | Adriana Karembeu         | Bruno Madinier             |                                          | ✔️  |
| 09         | 2             | 9 mai 2015           | Meurtres à Carcassonne             | 4 170 000             | 18,6 %          | 2    | Rebecca Hampton          | Bruno Wolkowitch           |                                          |     |
| 10         | 2             | 23 mai 2015          | Meurtres au mont Ventoux           | 4 290 000             | 19,9 %          | 2    | Ingrid Chauvin           | Thomas Jouannet            |                                          | ✔️  |
| 11         | Hors Série 02 | 6 juin 2015          | Le Vagabond de la Baie de Somme    | 3 360 000             | 16,7 %          | 2    | Sonia Rolland            | Jérôme Robart              | Meurtres en Baie de Somme                | ✔️  |
| 12         | 3             | 3 octobre 2015       | Meurtres à Collioure               | 4 350 000             | 19,3 %          | 2    | Helena Noguerra          | Stéphane Freiss            |                                          | ✔️  |
| 13         | 3             | 14 novembre 2015     | Meurtres à La Rochelle             | 4 190 000             | 18,4 %          | 3    | Dounia Coesens           | Philippe Caroit            |                                          | ✔️  |
| 14         | 3             | 26 décembre 2015     | Meurtres en Bourgogne              | 3 840 000             | 17,1 %          | 2    | Cristiana Reali          | Franck Sémonin             |                                          | ✔️  |
| 15         | 3             | 27 février 2016      | Meurtres à Avignon                 | 4 340 000             | 18,3 %          | 2    | Laëtitia Milot           | Catherine Jacob            |                                          | ✔️  |
| 16         | 3             | 23 avril 2016        | Meurtres à l'île de Ré             | 4 470 000             | 19,4 %          | 2    | Lucie Lucas              | Bruno Salomone             |                                          | ✔️  |
| 17         | Hors Série 03 | 30 avril 2016        | L'Inconnu de Brocéliande           | 3 950 000             | 18,1 %          | 2    | Claire Keim              | Fred Bianconi              | Meurtres à Brocéliande                   | ✔️  |
| 18         | 3             | 21 mai 2016          | Meurtres sur le lac Léman          | 4 270 000             | 20 %            | 2    | Corinne Touzet           | Jean-Yves Berteloot        |                                          | ✔️  |
| 19         | 4             | 24 septembre 2016    | Meurtres à La Ciotat               | 3 570 000             | 17,4 %          | 2    | Élodie Varlet            | Philippe Bas               |                                          | ✔️  |
| 20         | 4             | 4 février 2017       | Meurtres à Dunkerque               | 4 790 000             | 21,8 %          | 1    | Charlotte de Turckheim   | Lannick Gautry             |                                          | ✔️  |
| 21         | 4             | 25 février 2017      | Meurtres en Martinique             | 4 170 000             | 17,8 %          | 2    | Sara Martins             | Olivier Marchal            |                                          | ✔️  |
| 22         | Hors Série 04 | 14 mars 2017         | Sources assassines                 | 2 890 000             | 12,1 %          | 4    | Julie de Bona            | Joakim Latzko              | Meurtres à La Bourboule                  | ✔️  |
| 23         | Hors Série 05 | 8 avril 2017         | Tensions au Cap Corse              | 3 540 000             | 16,9 %          | 2    | Amira Casar              | Richard Bohringer          | Meurtres à Bastia                        | ✔️  |
| 24         | 4             | 15 avril 2017        | Meurtres à Grasse                  | 3 660 000             | 17,8 %          | 2    | Lorie Pester             | Annie Grégorio             |                                          | ✔️  |
| 25         | Hors Série 06 | 22 avril 2017        | Les Brumes du souvenir             | 3 760 000             | 16,5 %          | 2    | Gaëlle Bona              | David Kammenos             | Meurtres à Verdun                        |     |
| 26         | 4             | 13 mai 2017          | Meurtres à Aix-en-Provence         | 4 090 000             | 18,2 %          | 3    | Astrid Veillon           | Isabelle Vitari            |                                          | ✔️  |
| 27         | 4             | 27 mai 2017          | Meurtres à Strasbourg              | 3 690 000             | 19,1 %          | 2    | Hélène de Fougerolles    | Olivier Sitruk             |                                          | ✔️  |
| 28         | Hors Série 07 | 3 juin 2017          | Le Secret de l'abbaye              | 3 890 000             | 17,6 %          | 2    | Fabienne Carat           | Bernard Yerlès             | Meurtres à Montjoyer                     |     |
| 29         | 5             | 9 septembre 2017     | Meurtres dans les Landes           | 4 190 000             | 19,7 %          | 2    | Barbara Cabrita          | Xavier Deluc               |                                          | ✔️  |
| 30         | Hors Série 08 | 23 septembre 2017    | Les Crimes silencieux              | 4 220 000             | 20,7 %          | 2    | Odile Vuillemin          | Richard Berry              | Meurtres au Pays des Corons              |     |
| 31         | 5             | 30 septembre 2017    | Meurtres en Auvergne               | 4 980 000             | 23,1 %          | 1    | Sofia Essaïdi            | Frédéric Diefenthal        |                                          | ✔️  |
| 32         | 5             | 18 novembre 2017     | Meurtres à Sarlat                  | 4 440 000             | 19,9 %          | 1    | Cécile Bois              | Thierry Godard             |                                          | ✔️  |
| 33         | Hors Série 09 | 6 janvier 2018       | Péril blanc                        | 4 480 000             | 19,5 %          | 1    | Armelle Deutsch          | Christophe Malavoy         | Meurtres en Savoie                       |     |
| 34         | Hors Série 10 | 13 janvier 2018      | Le Prix de la vérité               | 4 680 000             | 21,2 %          | 1    | Mimie Mathy              | Mathieu Delarive           | Meurtres à Saint-Paul-de-Vence           | ✔️  |
| 35         | 5             | 20 janvier 2018      | Meurtres à Orléans                 | 5 240 000             | 24 %            | 1    | Michèle Bernier          | David Kammenos             |                                          | ✔️  |
| 36         | 5             | 17 mars 2018         | Meurtres en pays d'Oléron          | 5 180 000             | 23,3 %          | 2    | Hélène Seuzaret          | Michel Cymes               |                                          | ✔️  |
| 37         | Hors Série 11 | 24 mars 2018         | Les Disparus de Valenciennes       | 4 450 000             | 20,8 %          | 2    | Arnaud Binard            | Stéphane Freiss            | Meurtres à Valenciennes                  |     |
| 38         | 6             | 8 septembre 2018     | Meurtres en Cornouaille            | 3 710 000             | 20,4 %          | 1    | Caroline Anglade         | Sagamore Stévenin          |                                          | ✔️  |
| 39         | 6             | 13 octobre 2018      | Meurtres en Haute-Savoie           | 4 730 000             | 23,7 %          | 1    | Gwendoline Hamon         | Thibault de Montalembert   |                                          | ✔️  |
| 40         | Hors Série 12 | 20 octobre 2018      | Le Mort de la plage                | 4 920 000             | 23,9 %          | 1    | Claire Borotra           | Michel Jonasz              | Meurtres à Omaha Beach                   | ✔️  |
| 41         | Hors Série 13 | 22 décembre 2018     | Les Fantômes du Havre              | 4 530 000             | 20,6 %          | 1    | Barbara Cabrita          | Frédéric Diefenthal        |                                          | ✔️  |
| 42         | 6             | 29 décembre 2018     | Meurtres à Brides-les-Bains        | 4 890 000             | 21,9 %          | 1    | Line Renaud              | Patrick Catalifo           |                                          | ✔️  |
| 43         | 6             | 19 janvier 2019      | Meurtres dans le Morvan            | 4 600 000             | 21,3 %          | 2    | Virginie Hocq            | Bruno Wolkowitch           |                                          |     |
| 44         | 6             | 16 mars 2019         | Meurtres en Lorraine               | 4 780 000             | 23 %            | 2    | Lilly-Fleur Pointeaux    | Stéphane Bern              |                                          | ✔️  |
| 45         | Hors Série 14 | 30 mars 2019         | Les Mystères du Bois Galant        | 4 240 000             | 21,7 %          | 1    | Sara Mortensen           | Olivier Sitruk             | Meurtres à Rochefort                     | ✔️  |
| 46         | Hors Série 15 | 18 mai 2019          | Les Ombres de Lisieux              | 3 750 000             | 17,8 %          | 2    | Marie-Anne Chazel        | Joffrey Platel             | Meurtres à Lisieux                       |     |
| 47         | Hors Série 16 | 15 juin 2019         | Le Prix de la loyauté              | 3 020 000             | 16 %            | 2    | Mimie Mathy              | Mathieu Delarive           | Meurtres en Provence                     | ✔️  |
| 48         | Hors Série 17 | 31 août 2019         | Le Pont des oubliés                | 3 800 000             | 21,3 %          | 2    | Hélène Seuzaret          | Nicolas Gob                | Meurtres dans le Vercors                 | ✔️  |
| 49         | 7             | 14 septembre 2019    | Meurtres à Colmar                  | 4 200 000             | 24 %            | 1    | Garance Thénault         | Pierre Arditi              |                                          | ✔️  |
| 50         | Hors Série 18 | 21 septembre 2019    | La Malédiction du volcan           | 3 540 000             | 18,3 %          | 2    | Catherine Jacob          | Ambroise Michel            | Meurtres à la Réunion                    |     |
| 51         | 7             | 28 septembre 2019    | Meurtres à Lille                   | 4 170 000             | 22 %            | 1    | Annelise Hesme           | Loup-Denis Elion           |                                          | ✔️  |
| 52         | Hors Série 19 | 12 octobre 2019      | Les Murs du souvenir               | 4 330 000             | 22,1 %          | 1    | Gaëlle Bona              | David Kammenos             |                                          |     |
| 53         | 7             | 26 octobre 2019      | Meurtres à Belle-Île               | 4 330 000             | 22,5 %          | 1    | Charlotte de Turckheim   | Nicolas Gob                |                                          | ✔️  |
| 54         | Hors Série 20 | 21 décembre 2019     | La Malédiction de Provins          | 4 300 000             | 19,3 %          | 1    | Anne Caillon             | Thierry Neuvic             | Meurtres à Provins                       | ✔️  |
| 55         | 7             | 28 décembre 2019     | Meurtres à Tahiti                  | 5 170 000             | 25,1 %          | 1    | Leslie Medina            | Jean-Michel Tinivelli      |                                          | ✔️  |
| 56         | Hors Série 21 | 25 janvier 2020      | Maddy Etcheban                     | 3 120 000             | 15,1 %          | 2    | Cristiana Reali          | Arnaud Binard              | Meurtres à Bayonne                       | ✔️  |
| 57         | 7             | 1er février 2020     | Meurtres en Cotentin               | 4 470 000             | 21,7 %          | 2    | Chloé Lambert            | Léa François               |                                          |     |
| 58         | Hors Série 22 | 8 février 2020       | L'Archer noir                      | 4 230 000             | 20,3 %          | 2    | Hélène Degy              | Laurent Ournac             | Meurtres au massif des Maures            | ✔️  |
| 59         | Hors Série 23 | 11 février 2020      | Le Canal des secrets               | 4 980 000             | 23,1 %          | 1    | Annelise Hesme           | Aurélien Wiik              | Meurtres sur le Canal du Midi            |     |
| 60         | 7             | 15 février 2020      | Meurtres dans le Jura              | 4 460 000             | 22,5 %          | 1    | Sandrine Quétier         | Pierre-Yves Bon            |                                          | ✔️  |
| 61         | 7             | 2 mai 2020           | Meurtres en Corrèze                | 6 850 000             | 26 %            | 1    | Carole Bianic            | Arié Elmaleh               |                                          | ✔️  |
| 62         | Hors Série 24 | 5 septembre 2020     | Amours à mort                      | 3 560 000             | 16,8 %          | 2    | Jeanne Bournaud          | Jérôme Robart              | Meurtres en Moselle                      |     |
| 63         | 8             | 19 septembre 2020    | Meurtres en Pays cathare           | 5 180 000             | 25,4 %          | 1    | Élodie Fontan            | Salim Kechiouche           |                                          | ✔️  |
| 64         | 8             | 14 novembre 2020     | Meurtres à Cayenne                 | 4 850 000             | 18,8 %          | 2    | Nadège Beausson-Diagne   | Philippe Caroit            |                                          | ✔️  |
| 65         | Hors Série 25 | 12 décembre 2020     | Les Ondes du souvenir              | 5 500 000             | 22,8 %          | 1    | Gaëlle Bona              | David Kammenos             |                                          |     |
| 66         | Hors Série 26 | 19 décembre 2020     | Les Secrets du château             | 5 080 000             | 19,4 %          | 2    | Anny Duperey             | Jean-Charles Chagachbanian | Meurtres à La Rochefoucauld              | ✔️  |
| 67         | 8             | 26 décembre 2020     | Meurtres à Cognac                  | 5 310 000             | 22,2 %          | 1    | Éléonore Bernheim        | Olivier Sitruk             |                                          | ✔️  |
| 68         | 8             | 9 janvier 2021       | Meurtres à Granville               | 6 360 000             | 26,5 %          | 1    | Florence Pernel          | Raphaël Lenglet            |                                          | ✔️  |
| 69         | 8             | 23 janvier 2021      | Meurtres à Albi                    | 6 250 000             | 26,2 %          | 1    | Léonie Simaga            | Bruno Debrandt             |                                          | ✔️  |
| 70         | 8             | 20 février 2021      | Meurtres à Pont-l'Évêque           | 5 080 000             | 21,6 %          | 2    | Élodie Frenck            | Arnaud Binard              |                                          | ✔️  |
| 71         | 8             | 3 avril 2021         | Meurtres à la pointe du Raz        | 5 650 000             | 23,4 %          | 1    | Évelyne Bouix            | David Kammenos             |                                          | ✔️  |
| 72         | 8             | 29 mai 2021          | Meurtres à Toulouse                | 5 890 000             | 26,6 %          | 1    | Camille Aguilar          | Lionnel Astier             |                                          | ✔️  |
| 73         | 9             | 28 août 2021         | Meurtres en Berry                  | 4 770 000             | 24,8 %          | 1    | Fauve Hautot             | Aurélien Wiik              |                                          | ✔️  |
| 74         | 9             | 2 octobre 2021       | Meurtres à Mulhouse                | 4 800 000             | 24,4 %          | 1    | Mélanie Maudran          | François-David Cardonnel   |                                          | ✔️  |
| 75         | 9             | 6 novembre 2021      | Meurtres à Marie-Galante           | 4 400 000             | 21,4 %          | 1    | Anne Caillon             | Pascal Légitimus           |                                          | ✔️  |
| 76         | 9             | 20 novembre 2021     | Meurtres dans les Trois Vallées    | 4 410 000             | 19,9 %          | 2    | Line Renaud              | Samuel Labarthe            |                                          |     |
| 77         | Hors Série 27 | 18 décembre 2021     | En attendant un miracle            | 4 780 000             | 24,1 %          | 1    | Anne Charrier            | Frédéric Diefenthal        | Meurtres à Lourdes                       | ✔️  |
| 78         | Hors Série 28 | 25 décembre 2021     | Les Bois maudits                   | 4 340 000             | 23,9 %          | 1    | Blandine Bellavoir       | Samir Boitard              | Meurtres dans le massif de la Chartreuse |     |
| 79         | 9             | 1er janvier 2022     | Meurtres à Blois                   | 5 280 000             | 25,3 %          | 1    | Anne Charrier            | Olivier Marchal            |                                          | ✔️  |
| 80         | 9             | 15 janvier 2022      | Meurtres au Mont Saint-Michel      | 5 050 000             | 25,3 %          | 1    | Juliet Lemonnier         | Anthony Delon              |                                          | ✔️  |
| 81         | Hors Série 29 | 22 janvier 2022      | Le Prix de la trahison             | 3 300 000             | 17 %            | 1    | Mimie Mathy              | Mathieu Delarive           | Meurtres à Angoulême                     | ✔️  |
| 82         | Hors Série 30 | 4 février 2022       | Menace sur Kermadec                | 6 270 000             | 31 %            | 1    | Claire Keim              | David Kammenos             | Meurtres en Morbihan                     | ✔️  |
| 83         | 9             | 12 mars 2022         | Meurtres sur les îles du Frioul    | 4 660 000             | 23,9 %          | 1    | Jeremy Banster           | Francis Huster             |                                          | ✔️  |
| 84         | 9             | 7 mai 2022           | Meurtres à Porquerolles            | 4 800 000             | 24,2 %          | 1    | Charlie Bruneau          | François Vincentelli       |                                          |     |
| 85         | 9             | 18 juin 2022         | Meurtres à Figeac                  | 4 290 000             | 27 %            | 1    | Samira Lachhab           | Stéphane Plaza             |                                          | ✔️  |
| 86         | Hors Série 31 | 25 juin 2022         | L'Oubliée d'Amboise                | 4 560 000             | 26,3 %          | 1    | Pauline Bression         | Philippe Bas               | Meurtres à Amboise                       |     |
| 87         | 9             | 3 septembre 2022     | Meurtres à Amiens                  | 4 770 000             | 26,8 %          | 1    | Joyce Bibring            | Grégoire Bonnet            |                                          | ✔️  |
| 88         | 9             | 15 octobre 2022      | Meurtres à Nancy                   | 5 060 000             | 25,2 %          | 1    | Cristiana Reali          | Fabrice Deville            |                                          | ✔️  |
| 89         | 9             | 4 février 2023       | Meurtres en Champagne              | 4 800 000             | 25,5 %          | 1    | Samira Lachhab           | Stéphane Blancafort        |                                          |     |
| 90         | 10            | 4 mars 2023          | Meurtres en Béarn                  | 4 420 000             | 22,2 %          | 1    | Catherine Marchal        | Isabel Otero               |                                          | ✔️  |
| 91         | Hors Série 32 | 11 mars 2023         | Le Secret de la grotte             | 4 510 000             | 22,4 %          | 1    | Elodie Varlet            | Samy Gharbi                | Meurtre au bord de l’Ardèche             |     |
| 92         | 10            | 18 mars 2023         | Meurtres à Pont-Aven               | 4 830 000             | 26 %            | 1    | Astrid Roos              | Alexandre Brasseur         |                                          |     |
| 93         | 10            | 29 avril 2023        | Nouveaux Meurtres à Saint-Malo     | 4 620 000             | 22,5 %          | 2    | Louise Monot             | Bruno Solo                 |                                          |     |
| 94         | Hors Série 33 | 10 juin 2023         | La Malédiction du lys              | 3 870 000             | 22,1 %          | 1    | Erika Sainte             | David Baïot                | Meurtre à Bordeaux                       |     |
| 95         | 10            | 24 juin 2023         | Meurtres dans les gorges du Verdon | 4 350 000             | 30 %            | 1    | Barbara Probst           | Bruno Wolkowitch           |                                          |     |
| 96         | 10            | 2 septembre 2023     | Meurtres à Chantilly               | 4 480 000             | 26,3 %          | 1    | Élodie Frenck            | Bruno Todeschini           |                                          |     |
| 97         | Hors Série 34 | 9 septembre 2023     | Les Secrets du paquebot            | 3 090 000             | 17,2 %          | 2    | Léonie Simaga            | Arthur Dupont              | Meurtres en Vendée                       |     |
| 98         | 10            | 23 septembre 2023    | Meurtres à Font-Romeu              | 4 260 000             | 21,5 %          | 2    | Béatrice de La Boulaye   | Stéphane Henon             |                                          |     |
| 99         | 10            | 25 novembre 2023     | Meurtres en Guadeloupe             | 3 990 000             | 20,4 %          | 1    | Clair Jaz                | Bernard Yerlès             |                                          |     |
| 100        | 10            | 2 décembre 2023      | Meurtres dans le Cantal            | 4 930 000             | 25,5 %          | 1    | Joséphine Jobert         | Alexandre Varga            |                                          | ✔️  |
| 101        | 10            | 23 décembre 2023     | Meurtres sur la Côte Fleurie       | 4 150 000             | 21,6 %          | 1    | Marie-Christine Barrault | Nicolas Gob                |                                          |     |
| 102        | 10            | 24 février 2024      | Meurtres à Bayeux                  | 3 950 000             | 21,2 %          | 1    | Sara Mortensen           | Camille Claris             |                                          |     |
| 103        | 10            | 1er juin 2024        | Meurtres aux îles de Lérins        | 3 820 000             | 20,3 %          | 2    | Ophélia Kolb             | Pauline Bression           |                                          | ✔️  |
| 104        | 11            | 8 juin 2024          | Meurtres à Arles                   | 4 480 000             | 25,8 %          | 1    | Constance Gay            | François-David Cardonnel   |                                          |     |
| 105        | 11            | 7 septembre 2024     | Le Vent des sables                 | 3 620 000             | 21,4 %          | 1    | Marie-Josée Croze        | Tom Leeb                   | Meurtres aux Sables-d'Olonne             |     |
| 106        | 11            | 14 septembre 2024    | Meurtres à Montauban               | 4 090 000             | 23,2 %          | 1    | Déborah Krey             | Hubert Delattre            |                                          |     |
| 107        | 11            | 21 septembre 2024    | Meurtres à Meaux                   | 4 250 000             | 25,2 %          | 1    | Carole Bianic            | Julie Debazac              | Le Sceau du Secret                       |     |
| 108        | Hors Série 35 | 28 septembre 2024    | Mémoires à vif                     | 3 730 000             | 21,2 %          | 1    | Meena Rayann             | Stéphane Freiss            | Meurtres à Valbonne                      |     |
| 109        | 11            | 5 octobre 2024       | Meurtres en Arbois                 | 4 670 000             | 25,9 %          | 1    | Sophie de Fürst          | Samir Boitard              |                                          |     |
| 110        | 11            | 12 octobre 2024      | Meurtres sur la Côte bleue         | 4 600 000             | 23,9 %          | 1    | Garance Thénault         | Jean-Pierre Foucault       |                                          |     |
| 111        | 11            | 19 octobre 2024      | Le Fantôme des Saintes             | 4 160 000             | 23,9 %          | 1    | Anne Décis               | Denis Maréchal             | Meurtres aux Saintes                     |     |
| 112        | 11            | 26 octobre 2024      | Meurtres à Nîmes                   | 4 440 000             | 23,2 %          | 1    | Tiphaine Daviot          | Juliette Plumecocq-Mech    |                                          |     |
| 113        | 11            | 21 décembre 2024     | Meurtres à Château-Thierry         | 4 670 000             | 23,9 %          | 1    | Elsa Lunghini            | Clément Manuel             |                                          |     |
| 114        | 11            | 28 décembre 2024     | Meurtres au Puy-en-Velay           | 4 850 000             | 25,4 %          | 1    | Gaëlle Bona              | Thomas Jouannet            |                                          |     |
| 115        | 11            | 18 janvier 2025      | Meurtres à Honfleur                | 4 520 000             | 24,3 %          | 1    | Hélène Seuzaret          | Bernard Farcy              |                                          |     |
| 116        | 11            | 1er février 2025     | Meurtres à Tournai                 | 3 930 000             | 21,6 %          | 2    | Alexia Depicker          | David Kammenos             |                                          |     |
| 117        | 12            | 19 avril 2025        | Meurtres en dentelles              | 4 040 000             | 23,5 %          | 1    | Camille Aguilar          | Jean-Marc Barr             |                                          |     |
| 118        | 12            | 3 mai 2025           | Meurtres aux Marquises             | 4 190 000             | 24,1 %          | 1    | Sara Mortensen           | Medi Sadoun                |                                          |     |
| 119        | 12            | 14 juin 2025         | Meurtres à Chartres                | 4 060 000             | 27,7 %          | 1    | Alexia Barlier           | Gil Alma                   |                                          |     |

- Le plus haut chiffre d'audience
- Le plus bas chiffre d'audience
- Parution en DVD